# Жертвы терактов 11 сентября

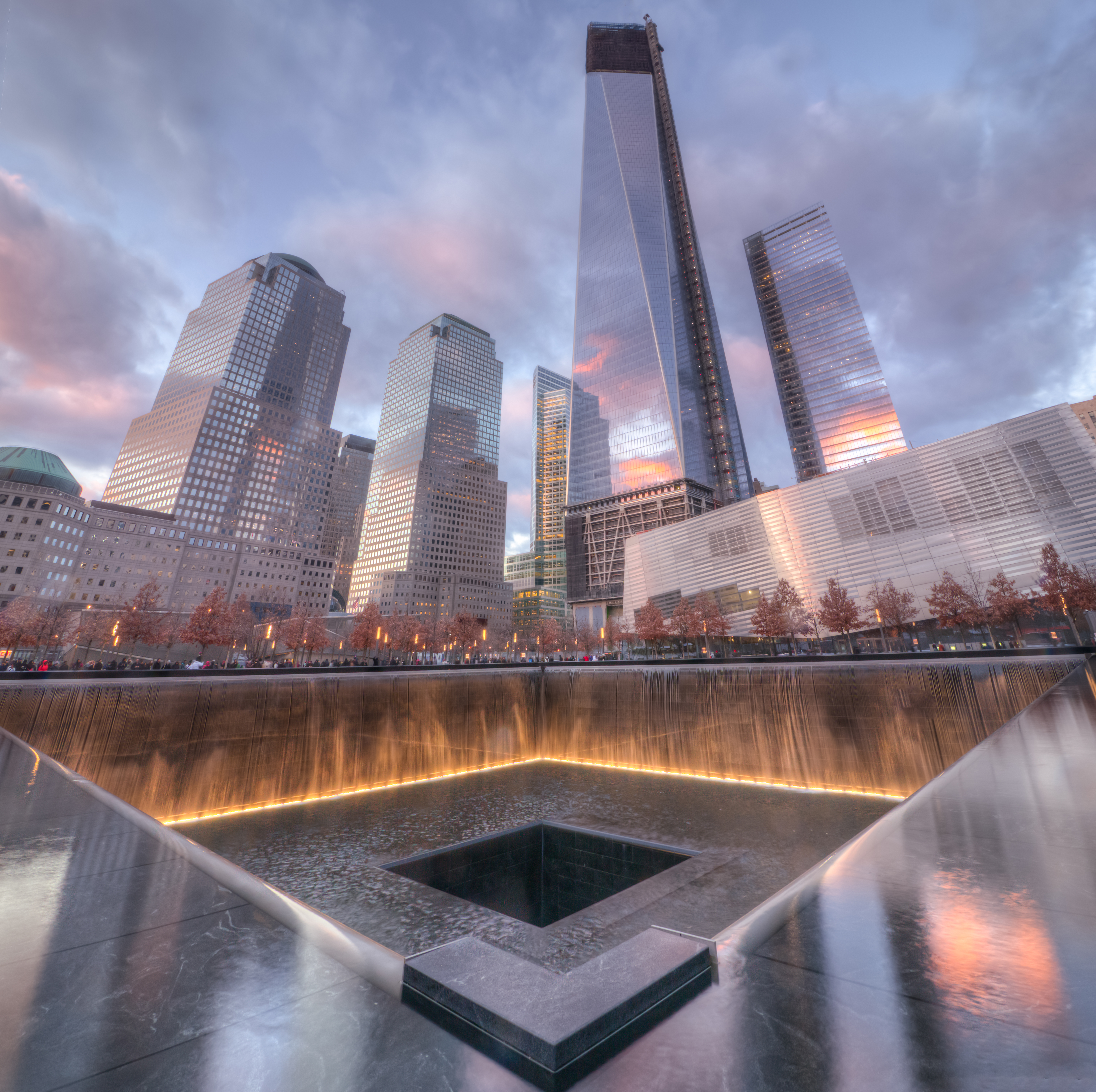
Мемориал/Памятник погибшим в результате террористических атак 11 сентября 2001 года

Теракты 11 сентября в США стали самыми смертоносными террористическими актами в истории человечества, в результате которых погибло 2996 человек, в том числе 2977 жертв и 19 угонщиков самолётов, совершивших убийства-самоубийства. Ещё тысячи человек получили ранения, и в результате этих нападений возникли долгосрочные последствия для здоровья. Нью-Йорк принял на себя основной удар по числу погибших в результате нападения на Башни-Близнецы Всемирного торгового центра в Нижнем Манхэттене, жертвами которого стали, по оценкам, 1600 человек из Северной башни и около тысячи из Южной. В двухстах милях к юго-западу, в округе Арлингтон, штат Вирджиния, в Пентагоне, в результате третьего нападения были убиты ещё 125 человек. Остальные 265 погибших включали девяносто двух пассажиров и членов экипажа рейса 11 American Airlines, шестьдесят пять человек на борту рейса 175 United Airlines, шестьдесят четыре человека на рейсе 77 American Airlines и сорок четыре человека, которые поднялись на борт рейса 93 United Airlines. Одно только нападение на Северную башню Всемирного торгового центра сделало теракты 11 сентября самым смертоносным террористическим актом в истории человечества.
Большинство погибших были гражданскими лицами, за исключением 343 сотрудников пожарного департамента Нью-Йорка и 71 сотрудника правоохранительных органов, которые погибли во Всемирном торговом центре и на земле; сотрудника Службы охраны рыбного хозяйства и дикой природы США, который погиб, когда рейс 93 авиакомпании United Airlines упал в поле. недалеко от Шенксвилла, штат Пенсильвания; 55 военнослужащих, погибших в Пентагоне в округе Арлингтон, штат Вирджиния; и 19 террористов, погибших на борту четырёх самолётов. В результате терактов погибли граждане по меньшей мере 102 стран.
Первоначально было подтверждено, что на территории Всемирного торгового центра погибло в общей сложности 2603 человека. В 2007 году бюро судебно-медицинской экспертизы Нью-Йорка начало добавлять людей, умерших от болезней, вызванных воздействием пыли с места происшествия, в официальное число погибших. Первой такой жертвой стала женщина, адвокат по гражданским правам, которая умерла от хронического заболевания легких в феврале 2002 года. В сентябре 2009 года бюро добавило мужчину, скончавшегося в октябре 2008 года, а в 2011 году мужчину-бухгалтера, скончавшегося в декабре 2010 года. Это увеличило число жертв на территории Всемирного торгового центра до 2606 человек, а общее число погибших 11 сентября достигло 2996 человек.
По состоянию на август 2013 года медики пришли к выводу, что у 1140 человек, которые работали, жили или учились в Нижнем Манхэттене во время терактов, был диагностирован рак в результате «воздействия токсинов в Граунд-Зиро». В сентябре 2014 года сообщалось, что более 1400 спасателей, которые прибыли на место происшествия, в течение нескольких дней и месяцев после терактов, погибли. В результате терактов 11 сентября по меньшей мере погибло 10 женщин и их нерожденные дети. Ни ФБР, ни правительство Нью-Йорка официально не зарегистрировали жертв терактов 11 сентября в своей статистике преступности за 2001 год., при этом ФБР заявило в заявлении об отказе от ответственности, что «число смертей настолько велико, что объединение его с традиционной статистикой преступности приведет к выбросу, который ложно исказит все типы измерений в анализах программы».

## Эвакуация
Большинство высотных зданий в Соединённых Штатах в то время не были рассчитаны на полную эвакуацию во время кризиса, даже после взрыва во Всемирном торговом центре в 1993 году. В случае пожарной безопасности на высотках также была предусмотрена процедура объявления о том, что люди должны оставаться в своих офисах, если только они не находятся вблизи горящего этажа. Однако после того, как во время атаки 1993 года на полную эвакуацию башен ушло десять часов, в здания и планы эвакуации были внесены многочисленные дополнения. Для улучшения связи в башнях были установлены радиотрансляторы, аварийное освещение на батарейках и проводились противопожарные учения. Сообщается, что лица, которые эвакуировались во время нападений в 1993 и 2001 годах, заявили, что они были лучше подготовлены к эвакуации в 2001 году. По меньшей мере два человека, которые эвакуировались в 1993 и 2001 годах, позже сообщили, что они подготовились к возможной эвакуации после 1993 года, взяв с собой либо фонарик, либо тревожный комплект.
В центральной части каждой из 110-этажных башен располагались по три лестничные клетки. На технических этажах, где расположены лифты и вентиляционное оборудование (например, на некоторых этажах куда попал рейс 175, когда врезался в Южную башню), северные и южные лестничные клетки выходили в коридоры, простирающиеся на север и юг к лестничным клеткам, минующих тяжелое оборудование. Три лестничные клетки, обозначенные как A, B и C, были высотой со здания, две из них имели ширину 44 дюйма (110 см), а третья ― 56 дюймов (140 см). В Северной башне расстояние между лестницами составляло примерно 70 футов (±21 метр), по сравнению с расстоянием в 200 футов (±61 метр) между лестничными клетками в Южной башне.

Карта, на которой показаны атаки на Всемирный торговый центр; самолёты нанесены без учёта масштаба.

Сразу после терактов в СМИ появились сообщения о том, что, возможно, погибли десятки тысяч человек. По разным оценкам, в то утро в башнях-близнецах находилось от 14.000 до 19.000 человек. Национальный институт стандартов и технологий установил, что во время нападений в комплексе Всемирного торгового центра находилось около 17.400 гражданских лиц. Данные портового управления Нью-Йорка и Нью-Джерси о количестве прохождений через турникеты показывают, что к 10:30 утра в башнях-близнецах обычно находилось 14.154 человека. Почти все смерти в Башнях-Близнецах произошли на этажах, пострадавших от тарана самолёта и выше, но неизвестно, сколько людей находилось на этих этажах в момент обрушения башен. Имеющиеся данные свидетельствуют о том, что от 1344 до 1426 человек находились на этажах с 92-го по 110-й Северной башни, когда рейс 11 American Airlines врезался в небоскреб в 08:46, и никто из них не выжил. Где-то от 599 до 690 человек находились на этажах с 77-го по 110-й Южной башни, когда в 09:03 в неё врезался рейс 175 авиакомпании United Airlines, выжили только 18 человек.
В ходе бесед с 271 выжившим в 2008 году исследователи обнаружили, что только около 8,6 % из них сбежали, как только была поднята тревога, в то время как около 91,4 % остались ждать дополнительной информации или выполнить хотя бы одно дополнительное задание (собрать вещи/позвонить члену семьи). Опросы также показали, что 82 % эвакуируемых хотя бы раз останавливались во время спуска из-за скопления людей на лестнице, чтобы отдохнуть или из-за условий окружающей среды (дым/мусор/огонь/вода). Другим препятствием для эвакуации из Всемирного торгового центра было то, что при таране самолёта сила удара привела к тому, что здания сместились настолько, что двери заклинило в их рамах, а лестничные клетки оказались заблокированы сломавшимся гипсокартоном, в результате чего десятки людей оказались в ловушке во всех зданиях, в основном на этажах, расположенных ближе к зоне удара. Перебои со связью также затрудняли эвакуацию работников, поскольку один из выживших рассказал, что несколько раз звонил в службу 911 из Южной башни, но его дважды переводили в режим ожидания, поскольку операторы службы 911 не были осведомлены о том, что происходит, и были перегружены количеством звонков, иногда повторяя неверную информацию. Проблемы со связью также наблюдались из-за того, что службы экстренного реагирования использовали для связи разные радиоканалы, их частоты были перегружены или они были не на дежурстве и отвечали без своих раций.

### Северная башня

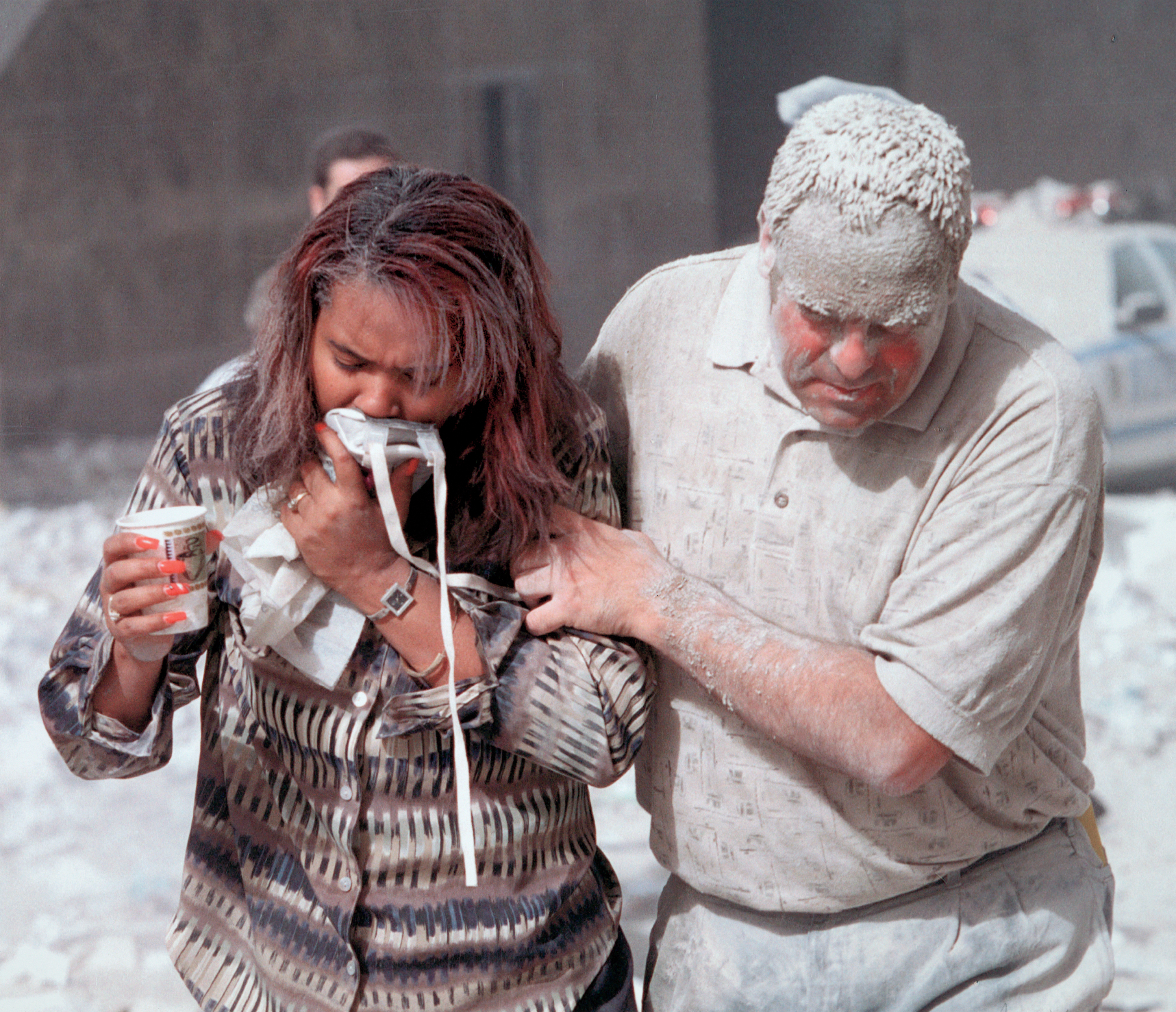
Двое выживших покрыты пылью после обрушения башен.

Сразу после тарана рейсом 11, Администрация порта объявила о полной эвакуации из Северной башни, приказ который могли выполнить только те, кто находился ниже 92-го этажа. Тем не менее, примерно 8000 человек, которые смогли спуститься, оказались перед лицом ужасающей ситуации. Ни одна из башен не была спроектирована таким образом, чтобы облегчить массовую эвакуацию, и в каждой из башен-близнецов было только по три лестничных клетки, спускающихся на первый этаж. Для тех, кто находился выше 91-го этажа, спуск был невозможен, и одна из жертв сообщила в службу спасения после первого столкновения самолёта, что лестница на 106-й этаж недоступна. Компьютерное моделирование, проведенное после терактов, показало, что эвакуация 8239 человек из башни заняла около 1 часа 27 минут ± 2 минуты. Моделирование также показало, что если бы лестничная клетка В оставалась неповрежденной по всему зданию, все 1049 предполагаемых выживших могли бы эвакуироваться за дополнительные 2 минуты к общему времени. По меньшей мере 77 человек были освобождены с 88-го по 90-й этажи командой сотрудников администрации порта: управляющим строительством Фрэнком Де Мартини, строительным инспектором Пабло Ортисом, инженером Маком Ханной, координатором по охране окружающей среды Питом Негроном и помощником генерального директора Карлосом С. да Коста. Всего через несколько минут после катастрофы спасатели прибыли во Всемирный торговый центр и начали организовывать команды для оказания помощи в эвакуации из Северной башни.

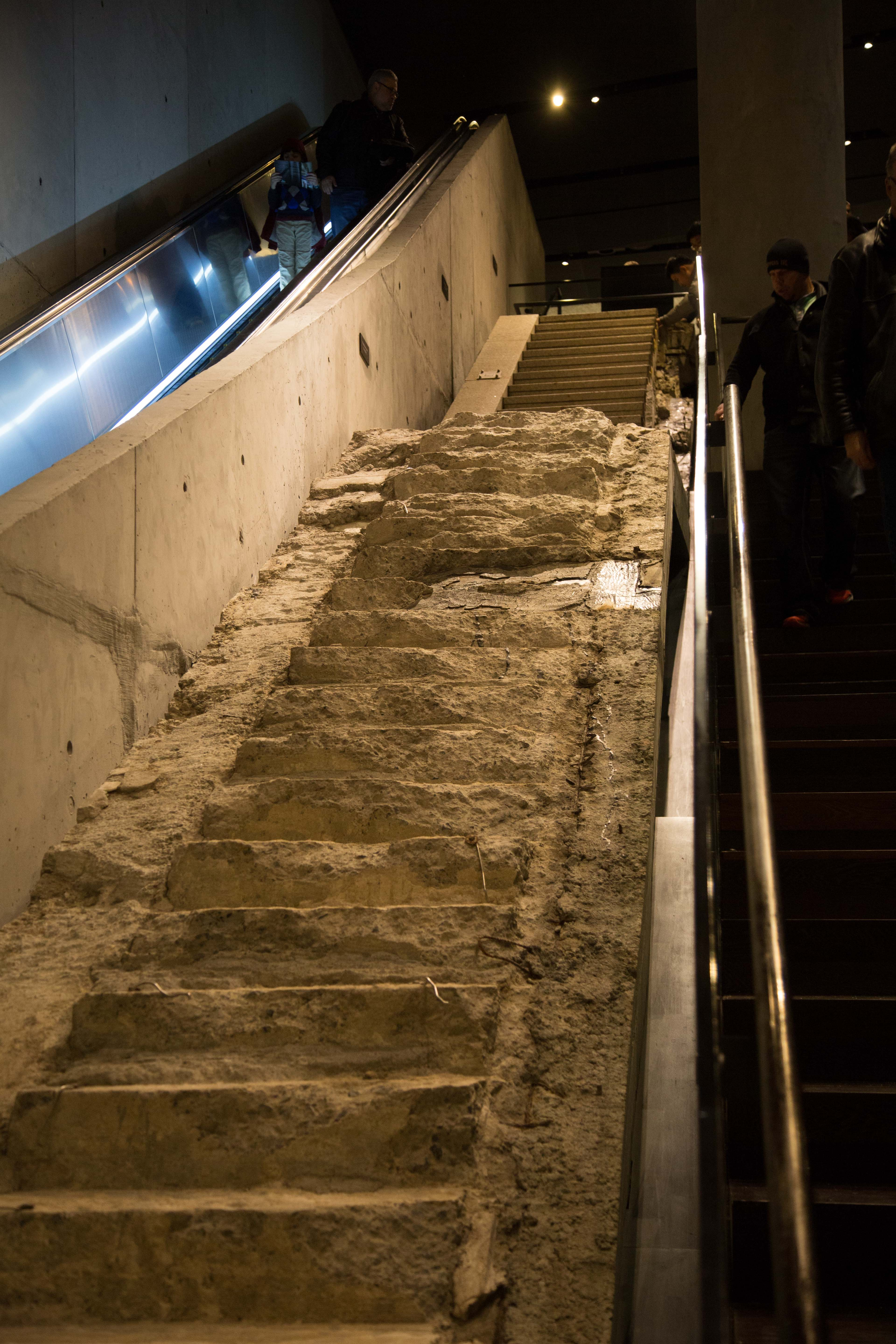
«Лестница выживших» в 2015 году, в Национальном музее 11 сентября

Многие люди начали эвакуироваться по лестнице самостоятельно, в то время как другие предпочли дождаться инструкций от портового управления Нью-Йорка и Нью-Джерси. Других, решивших эвакуироваться, также подтолкнули к действию близкие, которые смогли с ними связаться. Когда эвакуированные спускались по лестницам Северной башни, им было приказано спуститься на уровень вестибюля под комплексом Всемирного торгового центра, где располагался торговый центр. Другие, кому удалось спастись, пользовались «лестницей выживших», наружной лестницей, которая пережила катастрофу и работники Всемирного торгового центра, которые знали пути эвакуации. Одна из выживших рассказала: «Между 11-м и 9-м этажами мы петляли по этому лабиринту. Когда мы добрались до уровня площади, по которому шли, горел только один аварийный фонарь. Вода доходила нам до икр. Внезапно раздался голос. Мы увидели кого-то в шахтерской фуражке. Он открыл дверь и сказал: „Просто продолжай идти“. Для меня этот человек был ангелом.».

### Южная башня
Между тем, в Южной башне почти все из примерно 8600 её обитателей сразу поняли, что в соседнем здании только что произошло что-то серьёзное. Звук разбивающегося авиалайнера услышали более 4000 человек. Некоторые из тех, кто мельком видел рейс 11 непосредственно перед тем, как он врезался в Северную башню, подумали, что он был нацелен на их здание, и сразу после этого огненные шары, образовавшиеся в результате крушения, были замечены бесчисленным количеством сотрудников, находившихся по сторонам, обращенным к Северной башне. Взрывной волной были выбиты окна на 95-м этаже Южной башни, в то время как северный и западный фасады башни были завалены обломками. Когда верхушку Южной башни окутал густой дым, валивший на юго-восток, многие люди стали свидетелями того, как отчаявшиеся офисные работники выпрыгивали из горящей башни напротив. Многие люди в Южной башне даже физически ощутили катастрофу в Северной башне. Выжившие из Южной башни сообщали, что почувствовали, как содрогнулось их здание, когда первый самолёт врезался в его близнеца, и дым из Северной башни начал просачиваться в Южную по вентиляционным каналам. Те, кто находился на той же высоте, что и очаги пожара в Северной башне, могли почувствовать сильный жар, исходящий от их этажей. Освещение событий в СМИ, телефонные звонки и «сарафанное радио» быстро предупредили всех остальных о серьёзности происходящего. Половина из них лично считала, что их жизни находятся в опасности.

Южная башня перед тараном

Из-за того, что случилось с Северной башней, многие люди в Южной башне решили эвакуироваться в качестве меры предосторожности. Однако основным препятствием для этого процесса было то, что в течение 17 минут, прошедших между столкновениями рейсов 11 и 175, ещё не было установлено, что происходит террористическая атака. Первоначальное предположение большинства состояло в том, что первая авария была просто несчастным случаем, и даже те, кто подозревал, что это была преднамеренная атака, основываясь на траектории его полета, были не уверены. По этой причине портовое управление в Южной башне не стало инициировать полную эвакуацию здания, вместо этого решив сообщить об этом через систему внутренней связи Южной башни и охранников, чтобы работники оставались на своих местах и оставались в своих офисах. Курьер Южной башни рассказал журналистам, что он решил уйти после первого тарана, и по пути к выходу услышал голос по внутренней связи, объявляющий, что «Здание в безопасности. Самое безопасное место — внутри; сохраняйте спокойствие и не выходите.». Другие, которые проигнорировали сообщение, были встречены сотрудниками охраны в вестибюле, которые попросили их вернуться на свои этажи. В радиопереговоре, записанном в течение трех минут после первого столкновения, директор Южной башни сказал своему коллеге в Северной башне, что он не собирается отдавать приказ об эвакуации, пока «начальник пожарной службы или кто-то другой не даст добро». Это было сделано для того, чтобы избежать переполнения на площади и в вестибюлях, что, как опасались, могло замедлить эвакуацию и спасательные операции в Северной башне.
Несмотря на объявления, тысячи людей продолжали эвакуироваться из Южной башни. На площадке между 77-м и 110-м этажами находилось более 3500 человек, в том числе по меньшей мере 1100 сотрудников AON Insurance (этажи 92 и 98-105) и более 700 человек, работающих в Fiduciary Trust (этажи 90 и 94-97). Офисы обеих компаний находились прямо напротив зоны поражения Северной башни, и руководители, работающие в обеих фирмах, без колебаний отдали приказ об эвакуации своих офисов сразу же после первого удара, что позволило более чем 80 % сотрудников каждой компании добраться в безопасное место до того, как Южная башня была разрушена. Ниже, в Южной башне, также были эвакуированы офисы Fuji Bank (этажи 79-82), Euro Brokers (этаж 84) и CSC(этаж 87), в последнем из которых удалось избежать каких-либо жертв. Руководители, такие как Эрик Айзенберг, который лично принимал решение об эвакуации офисов AON, проинструктировали своих сотрудников спуститься по лестнице на 78-й этаж-скай-лобби, где они могли бы воспользоваться скоростным лифтом на первый этаж и безопасно покинуть здание. В течение 17 минут, между 8:46 утра. к 9:03 утра примерно 2900 человек спустились ниже 77-го этажа Южной башни, в то время как от 599 до 690 человек этого не сделали.
К 8:57 утра официальные лица, работающие в пожарном департаменте Нью-Йорка и полиции Нью-Йорка, высказали мнение, что продолжающаяся катастрофа в Северной башне сделала весь комплекс ВТЦ небезопасным, и потребовали эвакуировать Южную башню, на выполнение этого рекомендации ушло ещё шесть минут. К 9:02 утра было сделано официальное объявление, дающее работникам Южной башни возможность уйти. Шон Руни, пострадавший, работавший в AON Risk Management на 98-м этаже, за несколько секунд до столкновения разговаривал по телефону со своей женой, из-за чего на заднем плане было слышно часть объявления: «Прошу вашего внимания, пожалуйста. Повторяю это сообщение: ситуация произошла в Здании-1. Если на вашем этаже сложатся неблагоприятные условия, вы можете захотеть начать организованную эвакуацию».

### Пентагон

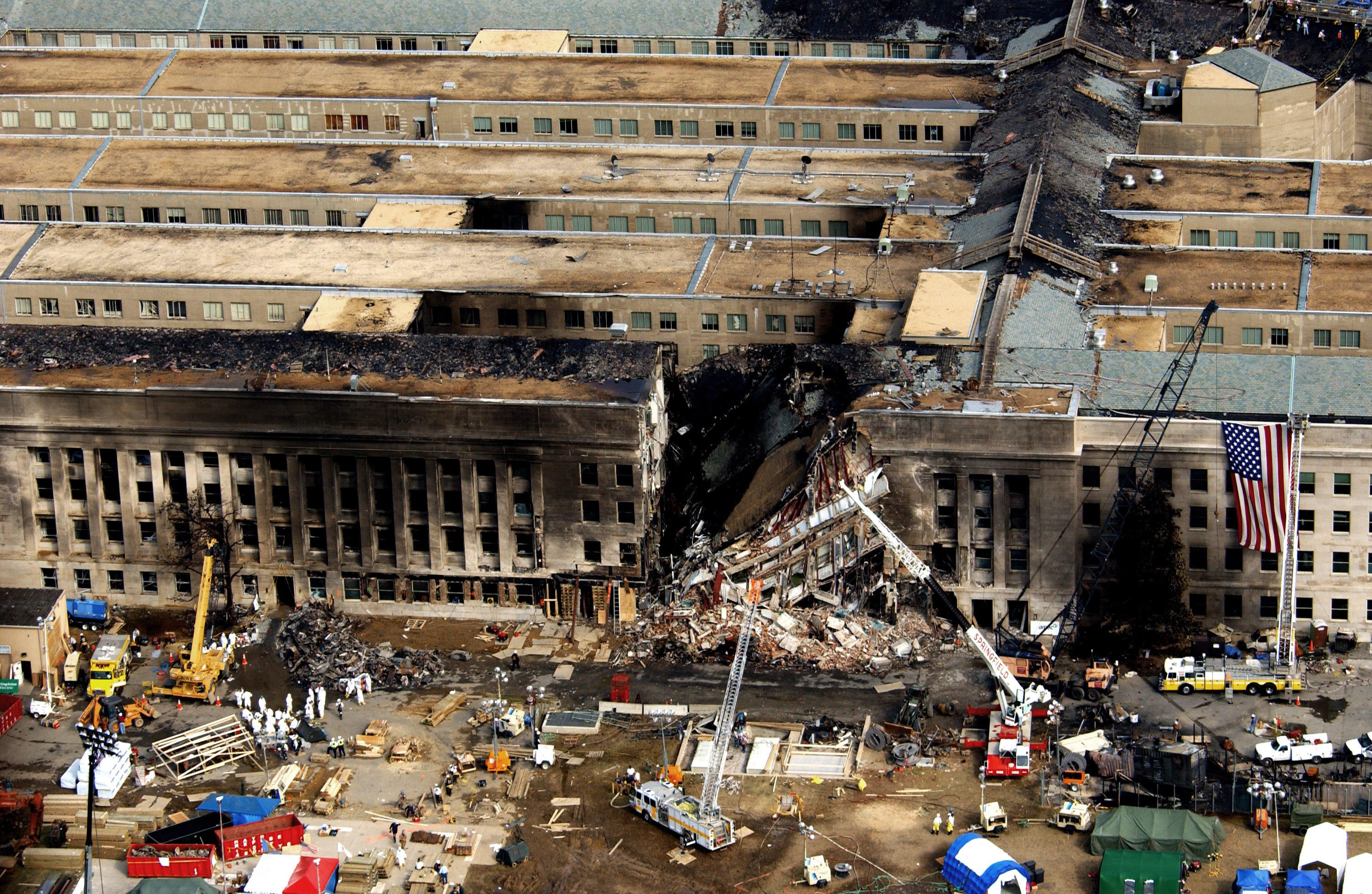
Вид Пентагона с высоты птичьего полета во время спасательных операций после теракта 11 сентября

Поскольку удар по Пентагону был нанесен вслед за Всемирным торговым центром, многие из тех, кто там работал, не думали, что атака распространится за пределы Нью-Йорка. Специалист по связям со СМИ, работавшая в то время в здании, много лет спустя рассказала, что она сказала коллеге: «Сейчас это самое безопасное место в мире». Другой пострадавший разговаривал по телефону со своей женой и её шестым классом, когда самолёт врезался в здание, заставив думать, что все здание было полностью снято с фундамента. Он повесил трубку, заявив: «Нас разбомбили, я должен идти», — и немедленно начал эвакуацию. Неопределенность в отношении типа нападения привела к тому, что многие проявляли осторожность при эвакуации, поскольку по крайней мере один охранник предупредил о возможных стрелках, которые могут подстеречь эвакуируемых, чтобы застрелить их.

### Отель Всемирного торгового центра

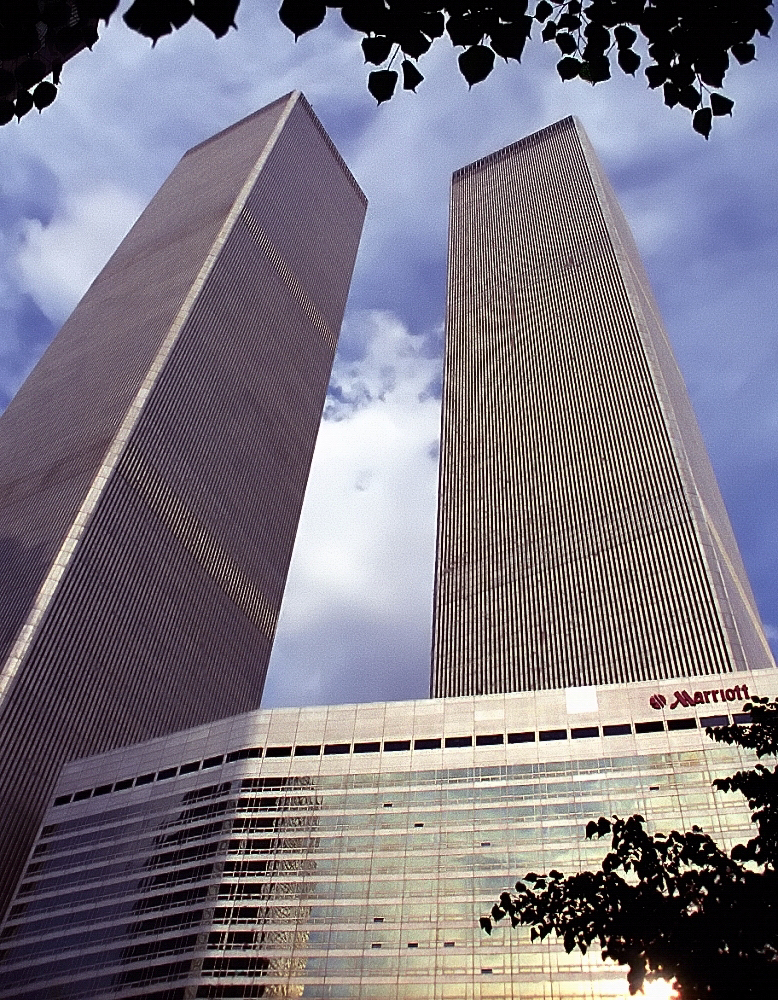
Отель ВТЦ 15 мая 2001 года, примерно за четыре месяца до терактов

ВТЦ-3, известный также как Отель Всемирного торгового центра, отель Vista и отель Marriott. Во время эвакуации двух более крупных башен этот 22-этажный отель использовался в качестве эвакуационного коридора для около 1000 человек, которые были эвакуированы из этого района. Персонал отеля провел гостей и других людей, которые были эвакуированы из отеля, через бар отеля и вывели их на Либерти-стрит. Дверь между отелем Marriott и Либерти-стрит охранял полицейский, и периодически задерживал очередь из-за опасений падения обломков или тел. Парамедик, помогавший в процессе эвакуации, вспоминал, что воздух был таким горячим и плотным, что ему было трудно дышать и он плохо видел, но мог слышать сигналы пожарных, которые отключились и нуждались в помощи.
Большинство из 940 зарегистрированных гостей отеля начали эвакуироваться после того, как была поднята тревога из-за того, что обломок шасси самолёта упал на верхний этаж бассейна. Некоторые сделали это не сразу, по крайней мере, один гость рассказал, что проснулся от того, что первый самолёт врезался в Северную башню, и вернулся в постель только для того, чтобы проснуться от удара самолёта о Южную башню. Затем он посмотрел новости, принял душ, оделся и собрал свои вещи, прежде чем эвакуироваться после того, как стал свидетелем обрушения Южной башни. Задержка отчасти была вызвана тем, что многие гости не смогли увидеть ущерб, нанесенный Северной башне, с какой-либо выгодной точки на территории отеля Marriott.

### Прилегающая территория

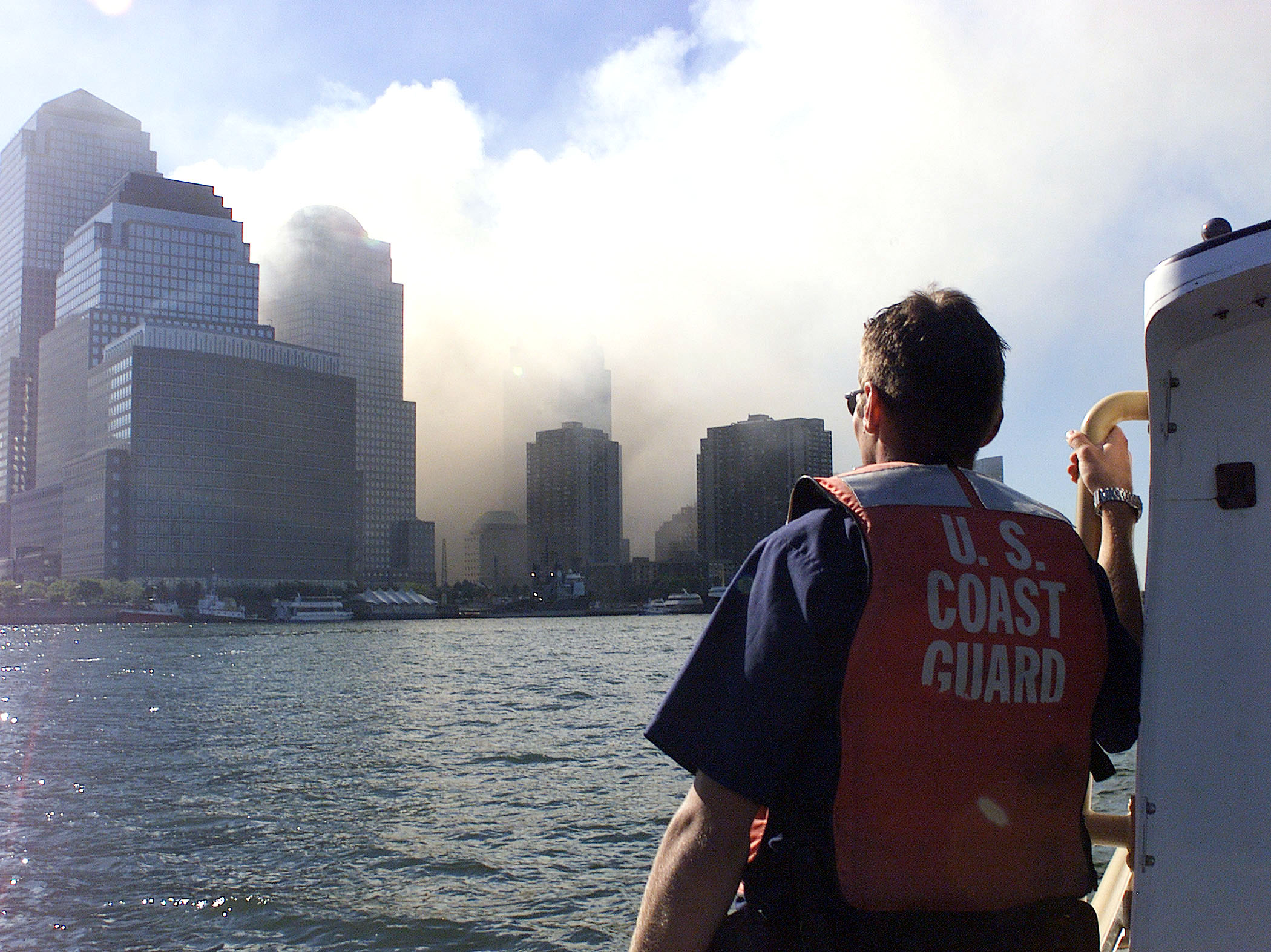
Береговая охрана США патрулирует Нью-Йоркская бухту после обрушения башен ВТЦ, 11 сентября 2001 года

Как только были поражены обе башни, приказ об эвакуации Северной башни быстро распространился не только на весь комплекс Всемирного торгового центра, но и на большинство высотных зданий в Нижнем Манхэттене и прилегающих районах. Эвакуация сотрудников из Северной и Южной башен продолжалась через площадь и вестибюль. Эвакуированных из Северной башни направляли через подземный торговый центр, откуда они выходили из комплекса на Черч-стрит. Эвакуированных из Южной башни направляли в другое место, чтобы избежать заторов; их направляли по крытому пешеходному мосту через Вест-стрит к Всемирному финансовому центру или к ВТЦ-4 и далее на Либерти-стрит. Не все эвакуированные были связаны с Всемирным торговым центрам, в процессе эвакуации также участвовали учащиеся Школы Стейвесант, муниципального колледжа района Манхэттен, туристы, жители этого района со своими домашними животными и другие лица.
Чтобы уменьшить пробки в городе и вывезти эвакуированных и гражданских лиц, для дальнейшей эвакуации Нижнего Манхэттена были использованы лодки и паромы. Некоторые из катеров принадлежали береговой охране США, другие были гражданскими, принадлежащими компаниям или государству, которые действовали самостоятельно или после получения разрешения береговой охраны, которая сначала проинструктировала суда оставаться наготове, а затем направила запрос на участие всех доступных катеров. Экипаж одного из судов-участников позже рассказал о звонке лейтенанта Дж. Майкл Дэй из береговой охраны заявил; «Все свободные лодки….Это береговая охрана Соединённых Штатов…. Все, кто хочет помочь с эвакуацией Нижнего Манхэттена, сообщите об этом на Губернаторский остров». В общей сложности в результате водной эвакуации нижнего Манхэттена за день было перемещено около 500 000 человек.

### Лица с ограниченными возможностями
В день терактов во Всемирном торговом центре находилось несколько инвалидов, и после теракта 1993 года был пересмотрен план эвакуации, поскольку многим было приказано дождаться спасателей, а некоторые ждали до девяти часов. Некоторые, такие как Джон Абруццо, страдающий параличом нижних конечностей, и Тина Хансен, смогли эвакуироваться, поскольку коллеги перенесли Абруццо с 69-го этажа вниз на эвакуационном кресле и указали, что им потребовалось около девяноста минут, чтобы добраться до уровня земли. Эти стулья были одними из примерно 125, которые были приобретены после взрыва в 1993 году, однако уровень подготовки и информированности о них был разным. Другие люди, такие как Майкл Хингсон, который родился слепым, смогли эвакуироваться с 78-го этажа Северной башни благодаря помощи своей собаки-поводыря Розелль.

## Выжившие

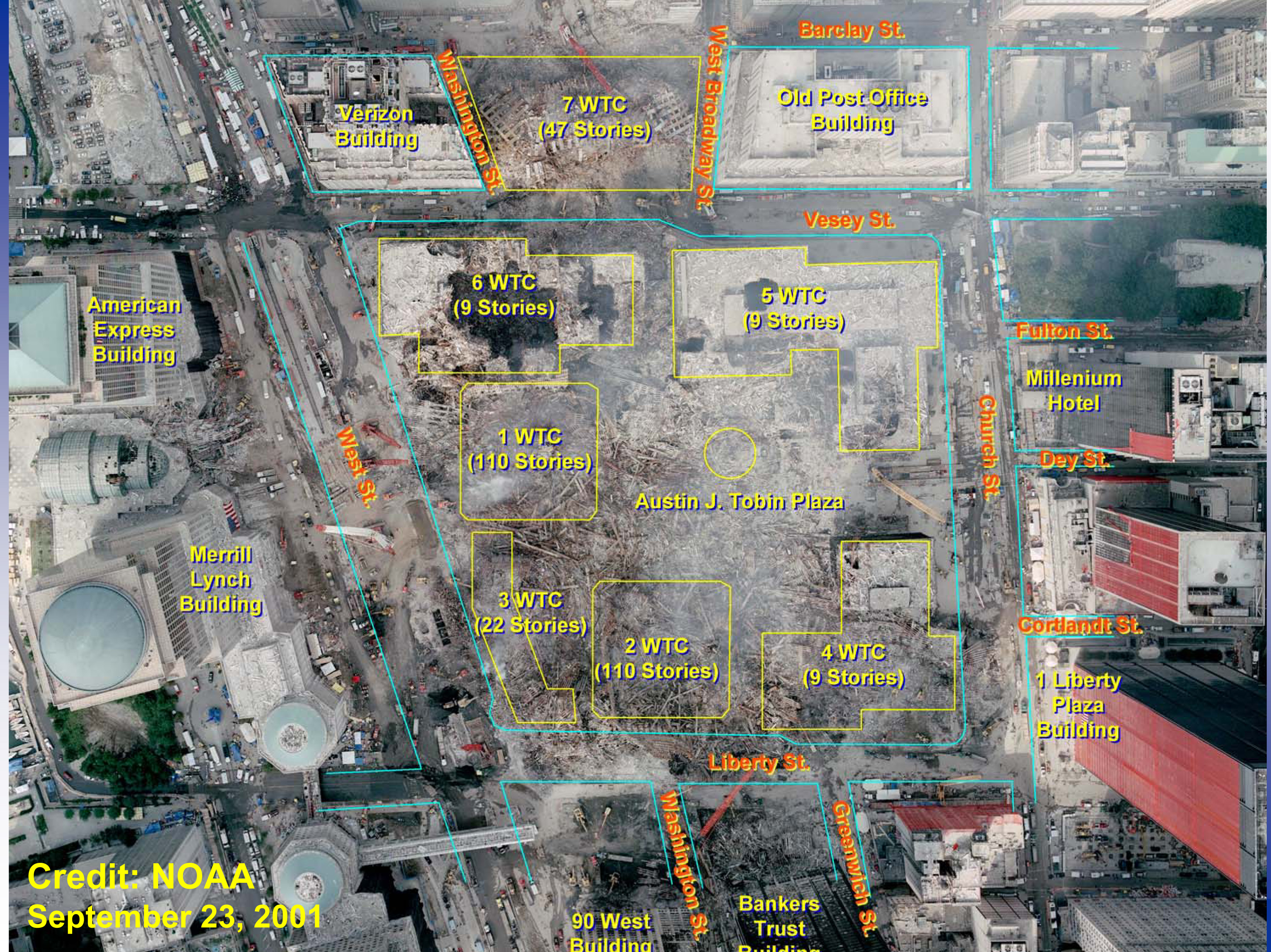
Вид на комплекс ВТЦ (Граунд-Зиро) с контурами, показывающими первоначальное расположение зданий

Никто не выжил ни в зоне поражения Северной башни, ни над ней, ни непосредственно под ней. Больше всего выживших было на 91-м этаже. Около 15 человек, находившихся ниже и на 22-м этаже, пережили обрушение ВТЦ-1, позже им удалось спастись или они были спасены из-под завалов.
Предполагалось, что по меньшей мере 19 человек спаслись из зоны поражения Южной башни (этажи с 77 по 85) после того, как в 9:03 утра в неё врезался самолёт рейса 175 авиакомпании United Airlines, самый высокий показатель был зафиксирован на 98 этаже. Люди выбрались из зоны столкновения в Южной башне по лестнице А в северо-западном углу, единственной лестнице, оставшейся неповрежденной после столкновения. Следователи полагают, что лестница А оставалась проходимой до тех пор, пока Южная башня не обрушилась в 9:59 утра. Из-за трудностей со связью между операторами службы спасения 911 и службами быстрого реагирования пожарного департамента и полиции Нью-Йорка большинство из них не знали, что лестница А проходима, и проинструктировали выживших, находящихся выше зоны столкновения, ждать помощи спасателей. Несмотря на относительно небольшое число выживших в зоне столкновения и выше, Комиссия по расследованию событий 11 сентября подняла вопрос о том, что были и другие люди, которые, возможно, спустились с места столкновения, но не смогли спуститься до конца, прежде чем башня рухнула и убила всех, кто ещё находился внутри.

### После обрушения

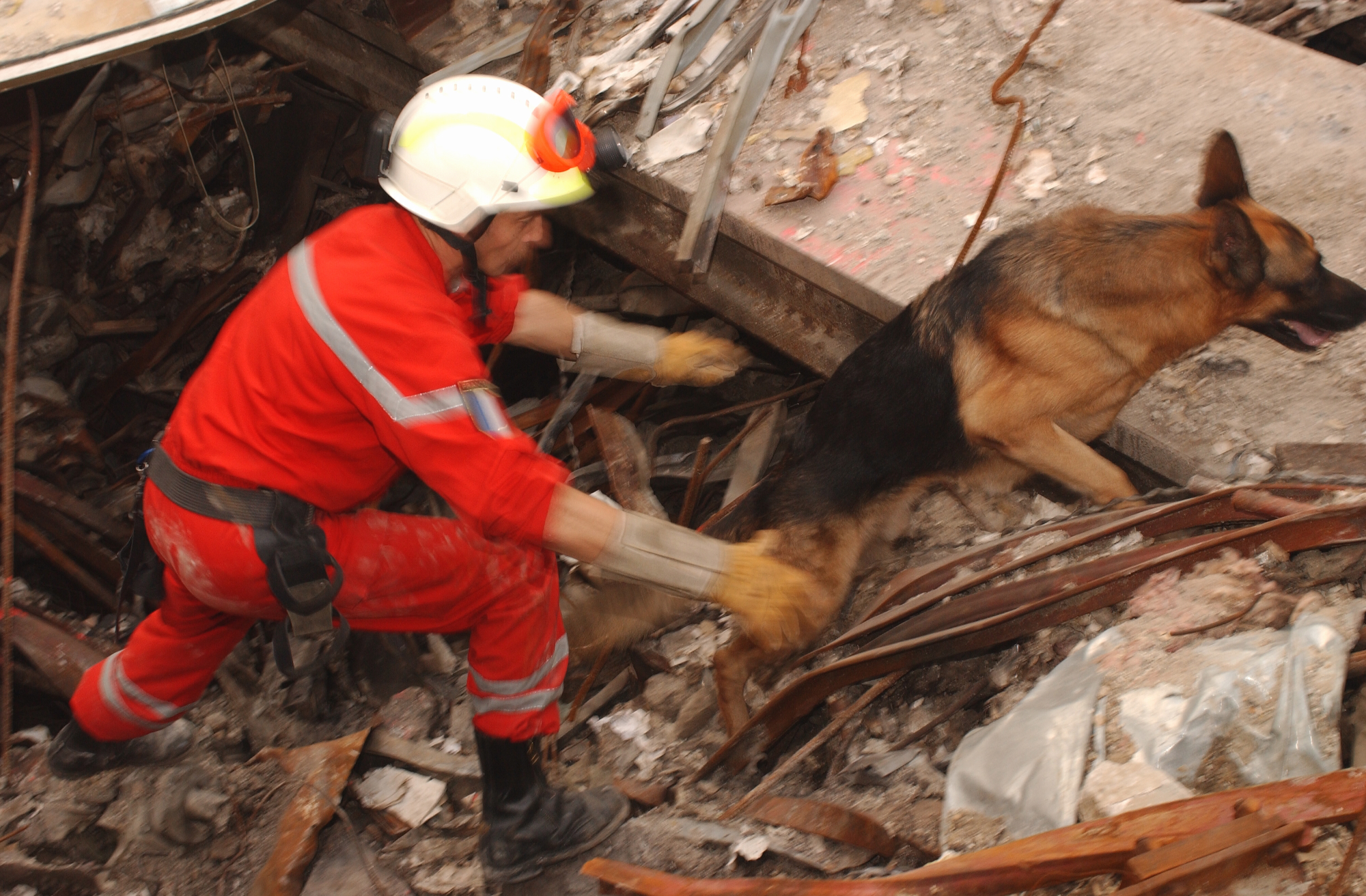
Городская поисково-спасательная группа с немецкой овчаркой работает над поиском жертв на месте Всемирного торгового центра после терактов.

После обрушения башен из-под обломков спаслись только 20 человек, находившихся внутри башен или под ними, в том числе 12 пожарных и трое сотрудников полиции портового управления. Только 16 человек, находившихся внутри обрушившейся Северной башни, выжили и были спасены, и все они пытались эвакуироваться через лестничную клетку В, расположенную в центре здания. Четыре человека, находившиеся в зоне вестибюля между башнями-близнецами, выжили и либо спаслись сами, либо были спасены другими. Никто из тех, кто находился в Южной башне в момент её обрушения, не выжил. Последний выживший, извлеченный из-под обломков Всемирного торгового центра, был найден в руинах Северной башни через 27 часов после её обрушения.
Неизвестное количество других людей пережили первоначальное обрушение, но оказались погребенными в воздушных карманах глубоко под обломками, и их не смогли вовремя спасти. Некоторые смогли спасти себя и других из-под завалов, пробираясь сквозь завалы или копая землю и прислушиваясь к звукам, чтобы безопасно извлечь пострадавших из-под завалов.

#### Защита интересов выживших
По состоянию на 28 сентября 2008 года, в общей сложности более 33.000 сотрудников полиции, пожарных, служб реагирования и местных жителей получили медицинскую помощь от травм и заболеваний, связанных с терактами 11 сентября в Нью-Йорке, включая респираторные заболевания, проблемы с психическим здоровьем, такие как ПТСР и депрессия, желудочно-кишечные заболевания и по меньшей мере 4166 случаев рака; по данным одной правозащитной группы, «от болезней, связанных с нападением, умерло больше полицейских, чем погибло во время него».
Бывшему ведущему The Daily Show Джону Стюарту и другим удалось добиться принятия Конгрессом в 2015 году закона, который навсегда продлевает льготы по медицинскому обслуживанию для спасателей, и добавляет пять лет к программе выплаты компенсаций пострадавшим. Адвокатская деятельность Стюарта по этому вопросу продолжалась и в 2019 году. В июне того же года он давал показания перед Конгрессом от имени сотрудников служб экстренного реагирования 11 сентября, которые не получали надлежащих медицинских пособий из Компенсационного фонда жертвам 11 сентября. Во время дачи показаний он критически высказался о том, что «больные и умирающие, они [спасатели] пришли сюда, чтобы ни с кем не разговаривать», и что это было «позорно» и «…позор для страны, и это пятно на этом учреждении».

## Погибшие

### Всемирный торговый центр

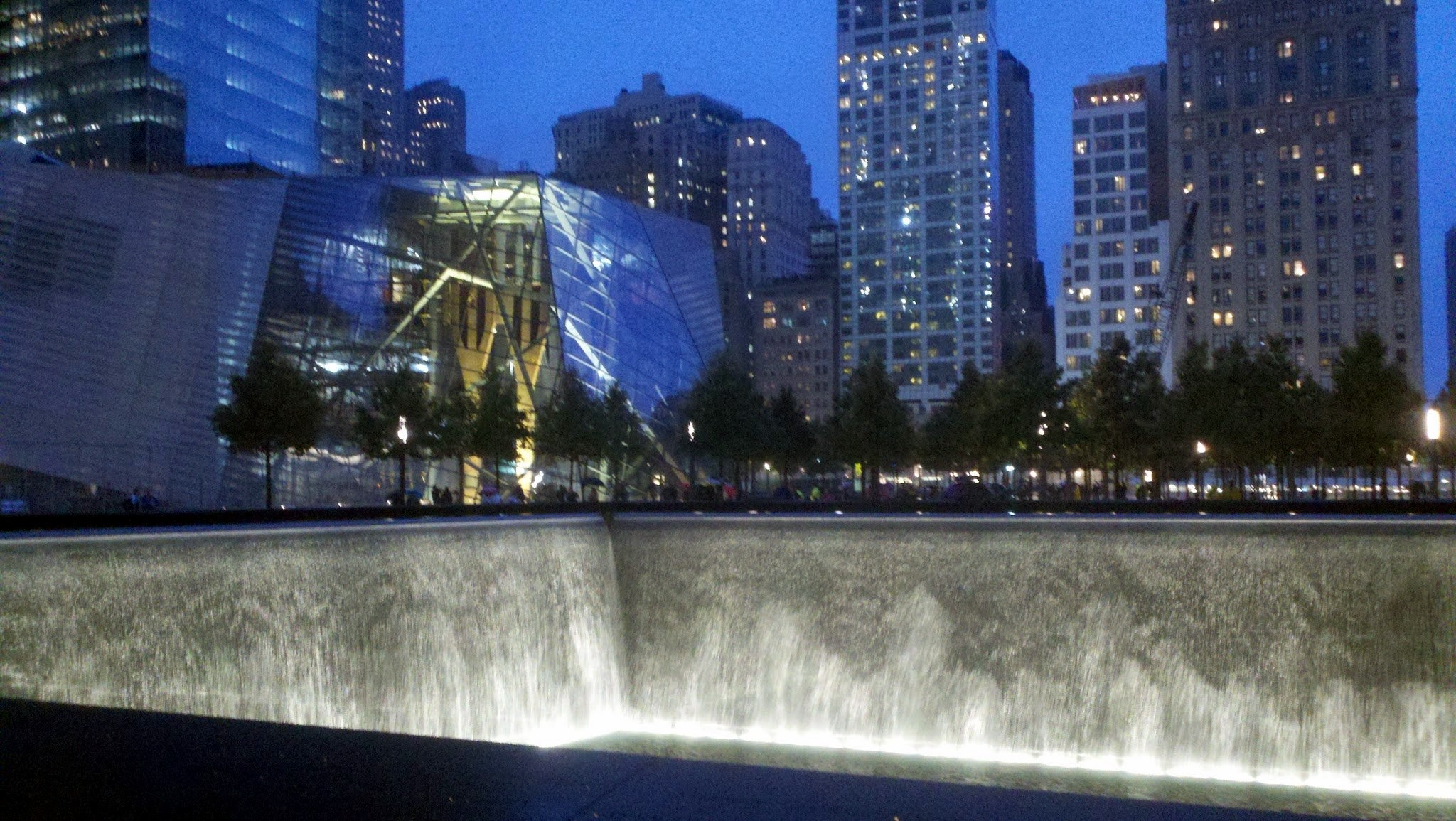
Мемориальный фонтан 11 сентября на том месте, где когда-то стояла Северная башня, и связанный с терактом музей слева

2606 человек, находившихся во Всемирном торговом центре и на земле, погибли в результате терактов и последующего обрушения башен. Это число включало 2192 гражданских лица (включая восемь врачей «скорой помощи» и парамедиков из частных больниц); 343 сотрудника пожарной охраны города Нью-Йорка (FDNY); и 71 сотрудник правоохранительных органов, включая 23 сотрудника Департамента полиции города Нью-Йорка (NYPD), 37 сотрудников Департамента полиции портового управления (PAPD), четырёх сотрудников Управления налогового контроля штата Нью-Йорк (OTE), трех сотрудников Управления судебной администрации штата Нью-Йорк (OCA), один начальник пожарной охраны Департамента пожарной охраны города Нью-Йорка (FDNY), который присягнул на верность правоохранительным органам (и также был среди 343 убитых членов FDNY), один сотрудник Федерального бюро расследований (ФБР), один сотрудник Нью-Йоркского пожарного патруля (FPNY), и один сотрудник Секретной службы Соединённых Штатов (USSS). В их число входил пес по кличке Сириус, который вынюхивал бомбы.
Средний возраст погибших в Нью-Йорке составлял 40 лет. Самой юной жертвой стала Кристин Ли Хэнсон из Гротона, штат Массачусетс, девочка двух с половиной лет, которая была пассажиром рейса 175. Самым старшим был Роберт Нортон, 85-летний пенсионер из Лубека, штат Мэн, который летел рейсом 11. В зданиях самым молодым человеком был 18-летний Ричард Аллен Перлман, медик-доброволец, а самым старшим — Альберт Джозеф, 79-летний обслуживающий работник Morgan Stanley. В результате этих нападений также погибли десять беременных женщин и их нерожденные дети.

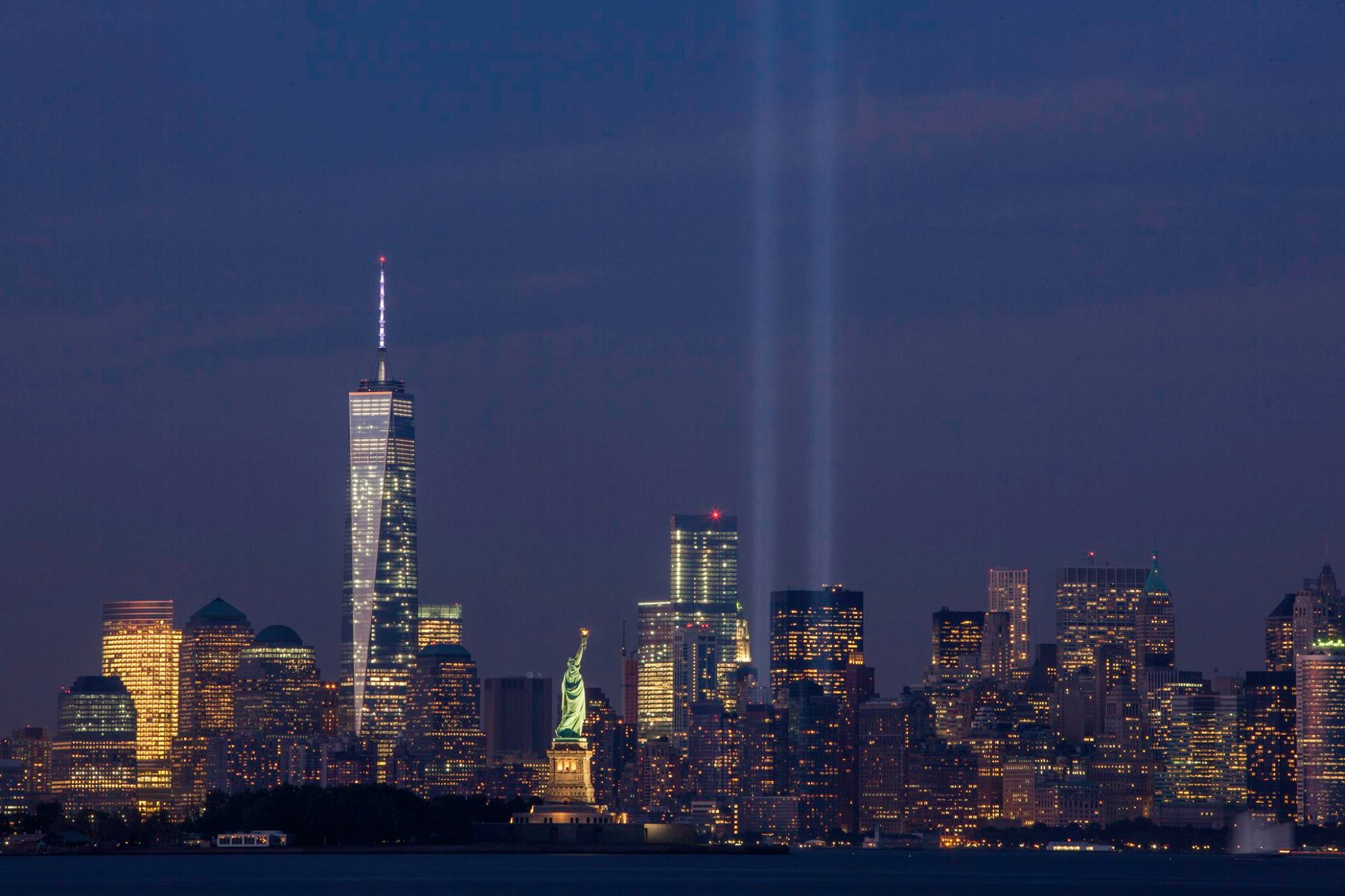
Посвящение в свете. Снимок, сделанный 11 сентября 2014 года, в тринадцатую годовщину терактов, из Байонны, штат Нью-Джерси. Самое высокое здание на снимке — новый Всемирный торговый центр-1.

Среди других жертв были Билл Биггарт, фотожурналист; Кит А. Гласко, актёр; Незам Хафиз, выступавший за национальную сборную Гайаны по крикету; Имон Макинини, игрок в лакросс, внесенный в Зал славы; и Дэн Трант, баскетболист НБА.

#### Северная башня
Точное число гражданских лиц и сотрудников экстренных служб, погибших в Северной башне, окончательно неизвестно, но, по общему мнению, их общее число составляет 1600 человек. От 1344 до 1426 из этих людей находились выше 91-го этажа, когда рейс 11 потерпел крушение между этажами 93 и 99 в 8:46 утра. Сотни людей, оказавшихся в зоне столкновения и последовавшей за ним вспышки пожара, погибли мгновенно. Некоторые из них получили смертельные ожоги на глубине сотен футов, когда шахты лифтов направили горящее реактивное топливо вниз, в вестибюль, где оно и взорвалось:73. Считалось, что более 800 человек пережили первоначальную аварию, но оказались в ловушке; централизованный удар в башню немедленно разорвал все лифтовые шахты в центральном ядре, начиная с 50-го этажа и выше:74, в то время как все три лестничные шахты в зоне удара были непроходимы. 70 человек на 92-м этаже, который находится на этаж ниже зоны удара, также оказались в ловушке, поскольку лестничные клетки были разрушены или завалены обломками. Те, кто оказался в ловушке, погибли от вдыхания дыма, пожара, прыжков или падений со здания или погибли в результате обрушения. Несколько человек впоследствии были найдены живыми под завалами после обрушения башен, никто из этих людей не был с заблокированных этажей. В 2006 году двадцать четыре человека все ещё официально числились пропавшими без вести и по состоянию на сентябрь 2021 года останки 1106 жертв до сих пор не опознаны.
Джон П. О'Нил был бывшим помощником директора ФБР, который помогал в поимке Рамзи Юсефа, устроившего взрыв во Всемирном торговом центре в 1993 году, и возглавлял службу безопасности Всемирного торгового центра, когда погиб при попытке спасти людей из Северной башни. Нил Дэвид Левин был исполнительным директором портового управления Нью-Йорка и Нью-Джерси, которое было правительственным учреждением, построившим комплекс Всемирного торгового центра и владевшим им. Во время нападения на Северную башню он завтракал в ресторане «Окна в мир». Инвестиционный банк Cantor Fitzgerald, расположенный на 101—105 этажах ВТЦ-1, потерял 658 сотрудников, что значительно больше, чем у любого другого работодателя, а также потерял 46 подрядчиков и посетителей. Компания Marsh Inc., расположенная непосредственно под офисом Cantor Fitzgerald на этажах 93-100 (место падения рейса 11), потеряла 295 сотрудников и 63 консультанта. Бизнес-организация Risk Waters проводила конференцию в ресторане «Окна в мир» на которой присутствовал 81 человек.

#### Южная башня
Точное количество людей, погибших в Южной башне, также никогда не было подтверждено, но считается, что в тот день в здании погибло около тысячи гражданских лиц и сотрудников экстренных служб. В отчете Национального института стандартов и технологий подсчитано, что от 630 до 701 из этих людей были сотрудниками Всемирного торгового центра:238, за исключением 11-ти, находились на этажах, пострадавших от удара. Если бы первым был нанесен удар по Южной башне, захват рейса 175 стал бы самой смертоносной атакой террористов-смертников за день, поскольку в 08:46 на 77-м этаже и выше находилось более 3500 человек.
17-минутный промежуток между двумя столкновениями означал, что к 09:03 это число существенно сократилось:96. В результате крушения более 300 человек погибли мгновенно, две трети из которых находились в вестибюле скай-лобби на 78-м этаже. Те, кто остался, не были полностью пойманы в ловушку, но почти все всё равно погибли. Причины смерти в Южной башне были такими же, как и в Северной, но в гораздо меньшем количестве. Действия, предпринятые оказавшимися в ловушке рабочими, свидетельствуют о том, что условия в Южной башне были сравнительно более благоприятными, чем в её близнеце; сотни людей падали или разбивались насмерть, прыгая с Северной башни, но почти никто не падал с Южной:86. В общей сложности 18 человек из зоны удара покинули Южную башню, воспользовавшись лестницей А, единственной лестницей, оставшейся в основном неповрежденной и проходимой сверху донизу, когда башня была разрушена. Возможно, на захваченных этажах были и другие люди, которые нашли лестничную клетку А, но были застигнуты обвалом прежде, чем смогли выбраться:239. Комиссия по расследованию событий 11 сентября отметила, что относительно небольшое количество сотрудников погибло ниже 77-го этажа, что является убедительным свидетельством того, что эвакуация ниже зон поражения была успешной, что позволило большинству людей безопасно эвакуироваться до обрушения Всемирного торгового центра.
Директор службы безопасности «Morgan Stanley» Рик Рескорла погиб при обрушении Южной башни, когда рискнул вернуться внутрь, чтобы спасти тех, кто все ещё находился внутри здания. После взрыва в 1993 году Рескорла ожидал нападения террористов-смертников на Всемирный торговый центр с использованием захваченных самолётов в качестве ракет. Он сильно подозревал, что крушение рейса 11 было преднамеренным, и в качестве меры предосторожности приказал эвакуировать офисы Morgan Stanley в Южной башне. В то утро Morgan Stanley потерял очень мало сотрудников, хотя в значительной степени это было связано с тем, что их офисы были расположены этажами ниже места удара самолёта, а не с какими-либо превентивными мерами, принятыми компанией. Уэллс Кроутер, пожарный-доброволец и биржевой трейдер компании «Sandler O’Neill and Partners» на 104-м этаже, также погиб, добровольно помогая в эвакуации, в результате чего он спас до 18 человек. Несмотря на то, что сразу после крушения рейса 11 было принято решение покинуть этажи, занимаемые AON, компания все равно потеряла 175 сотрудников в Южной башне, что является третьим по величине показателем среди всех компаний в комплексе. Исполнительный директор, инициировавший эвакуацию офисов AON, Эрик Айзенберг, все ещё находился выше 76-го этажа, когда произошло обрушение Южной башни, и был среди погибших.

#### Отель Всемирного торгового центра

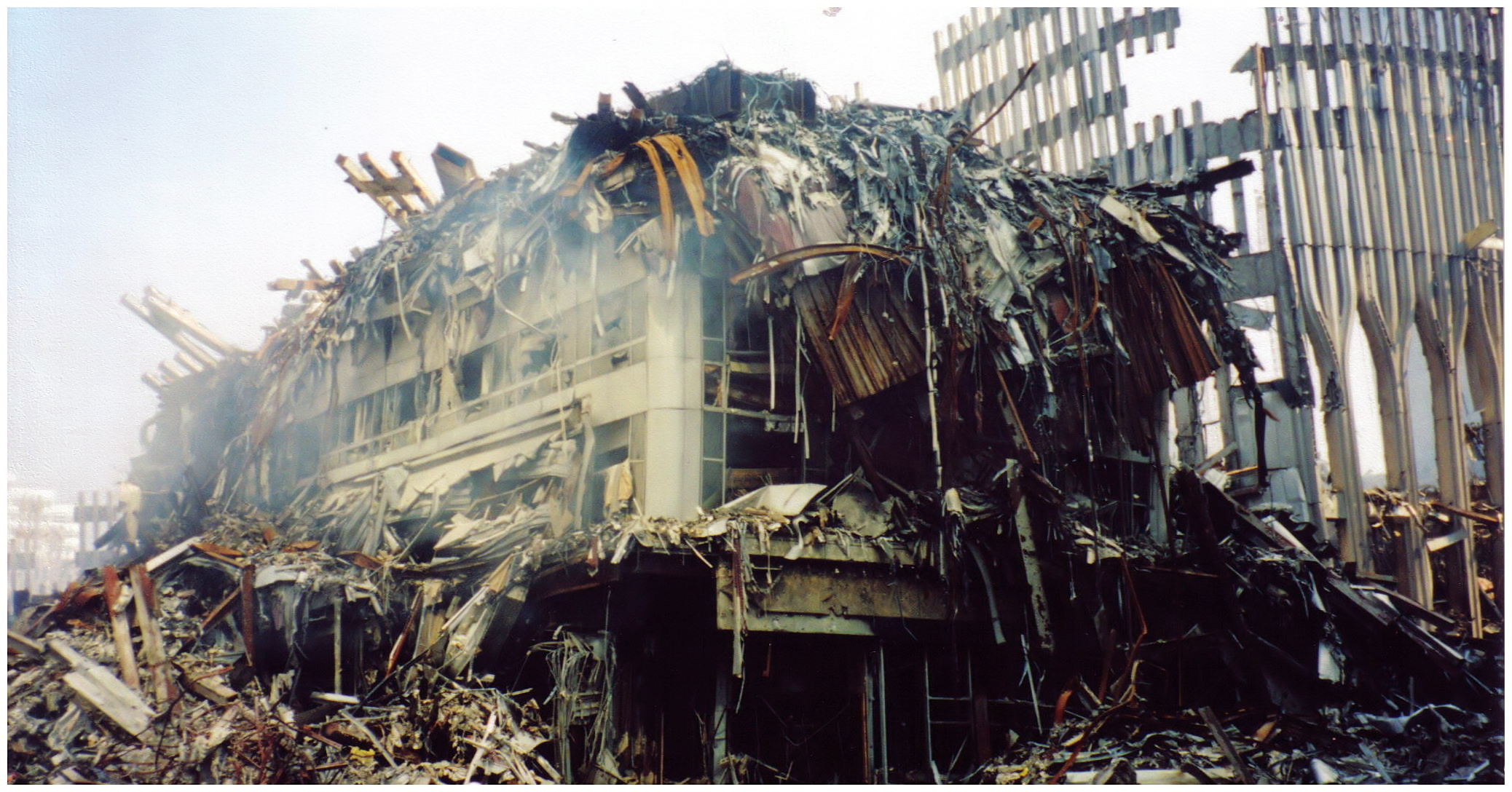
Отель «Мариотт» после терактов

Точное число погибших в отеле неизвестно, поскольку многие из тех, кто укрывался в отеле во время и после обрушения Южной башни, были защищены усиленными балками, которые были установлены администрацией порта после взрыва в 1993 году. Однако обломки Южной башни нанесли отелю катастрофический ущерб, и многие утверждали, что отель был разрезан пополам падающими обломками, а выжившие утверждали, что давление подняло всех в воздух. Сотрудникам отеля, которые были защищены балками, было приказано эвакуироваться, в то время как пожарные остались, чтобы попытаться откопать тех, кто был засыпан обломками. После обрушения Северной башни дополнительные обломки привели к тому, что те, кто застрял под обломками, были раздавлены и убиты, в том числе два сотрудника отеля: Джозеф Джон Келлер и Абду Али Малахи. Кроме того, по меньшей мере 41 пожарный, пытавшихся очистить отель, и 11 из 940 зарегистрированных гостей были убиты.

#### Смертельные случаи, связанные с лифтами
В отчете USA Today подсчитано, что в лифтах погибло около 200 человек, в то время как только 21 человеку удалось спастись. Однако позже было установлено, что 16 % из тех, кто эвакуировался из Южной башни, пользовались лифтом, а моделирование эвакуации без лифтов показало, что использование лифтов спасло около 3000 человек в Южной башне. Многие лифты не обрушились, когда в башни врезались самолёты, а остались застрявшими в шахтах, в результате чего их пассажиры заживо сгорели в огне или оказались в ловушке и не смогли выбраться до того, как рухнули башни. За исключением одного случая, когда лифты вышли из строя, защитные устройства, предназначенные для предотвращения падения людей в шахты, оказались запертыми внутри. Один выживший рассказал, что ему пришлось открывать узкую щель между дверями лифта, чтобы выбраться по лестнице. Аналогичным образом, группа из шести человек оказалась запертой в лифте Северной башни с момента столкновения до 9:30 утра, когда им удалось выбраться, взломав двери и проделав туннель в гипсокартонной стене шахты лифта, все ещё оставляя им в запасе почти час, пока здание не рухнет.

#### Смерти в результате прыжка или падения с башен

Фотография пожарного Даниэля Сура, убитого упавшим на него человеком с ВТЦ-2

Пока внутри башен бушевал пожар, около 100—200 человек падали со скоростью 125—200 миль в час (201—322 км/ч), достаточной для того, чтобы вызвать мгновенную смерть при ударе, но недостаточной для того, чтобы потерять сознание во время падения. Большинство людей, которые упали или спрыгнули с Башен-Близнецов, были из Северной башни, а из Южной было замечено всего трое. Несмотря на крайне ограниченное количество задокументированных жертв, произошел несчастный случай со смертельным исходом, когда около 9:30 утра человек приземлился на пожарного Дэнни Сура, который готовился войти в Южную башню, проломив ему череп и убив его.
Большинство людей, упавших из Всемирного торгового центра, намеренно прыгали навстречу своей смерти, чтобы спастись от сильного жара, густого дыма, химического воздействия и пожара, хотя было зафиксировано несколько случайных падений, когда жертвы стояли слишком близко к краю или вылезали наружу. Было предпринято несколько попыток спуститься вниз, чтобы вернуться внутрь через безопасное отверстие, но ни одна из них не увенчалась успехом. В некоторых случаях охваченные паникой толпы выталкивали людей наружу, и жертвы в свободном падении поражали тех, кто сомневался в совершении прыжка. Иногда предпринимались тщетные попытки использовать ткань, например, одежду, в качестве импровизированных парашютов. Некоторые очевидцы утверждают, что видели, как люди прыгали парами или группами, а один выживший утверждал, что видел, как шесть человек держались за руки во время падения. Жертвы, оказавшиеся в ловушке в каждой из башен, поднимались на крыши в надежде на спасение с вертолёта, но обнаруживали, что входные двери заперты. Сотрудники службы безопасности на 22-м этаже Северной башни попытались активировать команду разблокировки замков, которая освободила бы все помещения Всемирного торгового центра, находящиеся под воздействием электронных систем управления, включая двери, ведущие на крыши. Однако повреждения, нанесенные самолётами электронике, исключали всякую возможность выполнения этого приказа; в любом случае густой дым и сильный жар помешали бы спасательным вертолётам приземлиться.

Одно из трех наблюдаемых падений из Южной Башни

Никогда не было официальной идентификации того, кто был кем-либо из конкретных людей, которые были сняты на видео или сфотографированы падающими с башен, включая человека, чья фотография стала известна как «Падающий человек». Обрушение башен до того, как останки удалось вывезти с места происшествия, сделало невозможным определить, какие из останков принадлежали людям, которые упали с башен, а какие погибли в результате обрушения; пресс-секретарь Нью-Йоркского бюро судмедэкспертизы отметила, что их тела были слишком похожи на тела тех, кто был раздавлен при обрушении, чтобы их можно было отличить друг от друга. Стремясь определить, где условия были наиболее тяжелыми и, в частности, на каких этажах пожары были наиболее интенсивными, NIST проанализировал видеозаписи и фотографии прыгающих или падающих людей. Хотя они зафиксировали 105 жертв между каждой башней, они сообщают, что эта цифра, вероятно, занижает истинное число погибших таким образом; USA Today предположила, что число жертв из Северной башни составляло где-то две сотни. Зрелище и звук того, как эти люди падали с башен, а затем «разбивались, как яйца о землю», повергли в ужас и травмировали многих свидетелей. В свидетельствах о смерти тех, кто упал, указано, что причиной смерти была «тупая травма», полученная в результате гомицида.
Разница в количестве погибших в результате падения на одну башню частично объясняется различиями в силе каждого удара, а также тем, что при падении рейса 11 значительно больше жертв оказались запертыми на гораздо меньшем количестве этажей. Рейс 11 врезался в центральную часть Северной башни между этажами 93 и 99, разрушив все три лестничные клетки (A, B и C) в зоне столкновения, а также приведя в негодность все лифты, начиная с 50-го этажа и выше, либо из-за повреждения шахт, либо из-за отключения электроэнергии. Рабочие на 92-м этаже, хотя и находились технически ниже линии удара, также оказались в ловушке обломков из зоны столкновения, которые обрушились на лестницу на их этаже и восемь из них выпрыгнули один за другим менее чем через 12 минут после столкновения самолёта непосредственно над ними. В дополнение к тому, что пламя было сосредоточено на гораздо меньшем количестве этажей, централизованный удар рассеял горящее реактивное топливо по всем четырём сторонам башни, гарантируя, что у тех, кто оказался в ловушке, практически не осталось шансов на спасение. Люди, оказавшиеся в ловушке, разбили окна через несколько секунд после того, как самолёт влетел в башню, а первый прыгун был замечен менее чем через две минуты после столкновения. Там было более 800 человек, помещенных в гораздо меньшем пространстве, чем примерно 300 человек в Южной башне, что создавало эффект узкого места, поскольку ситуация становилась опасно переполненной, что продемонстрировано на фотографии «Надвигающаяся смерть», где десятки людей изображены высовывающимся из окон вдоль внешних стен Северной башни, что-то вроде этого никогда не было замечено в его близнеце.
Весьма вероятно, что с Южной башни упало бы больше людей, если бы это было первое здание, в которое врезался угнанный авиалайнер;в 08:46 на 77-м и 110-м этажах находилось более 3500 человек, около трех четвертей из которых покинули эту зону до 09:03. Самолёт ударился о южный фасад Южной башни примерно в 25 футах к востоку от центра, в результате чего гораздо больше реактивного топлива выплеснулось наружу, а не попало внутрь здания. Пожары в основном локализовались на востоке, но некоторые распространились на северную и южную стороны. Никаких повреждений от удара или пожара на западной стороне или на этажах над местом удара самолёта замечено не было. В то время как люди в обеих башнях, оказавшиеся в ловушке, разбили окна, в Южной башне таких мест было гораздо меньше. Зафиксировано, что три человека выпали из одного окна в южной части восточной части 79-го этажа, где был нанесен наибольший ущерб, а пожары были наиболее интенсивными, что позволяет предположить, что в других местах условия были более терпимыми. Поскольку зона поражения 77-го и 85-го этажей была значительно ниже, а на всей стороне здания не было видимых очагов возгорания, у тех, кто пережил таран рейса 175, было гораздо больше возможностей укрыться от дыма и пламени, чем у тех, кто находился в Северной башне. Основное различие между этими двумя катастрофами заключается в том, что, в то время как рейс 11 исключил все возможности для эвакуации выше 91-го этажа Северной башни, при заходе на таран рейса 175 из-за смещения, самая северо-западная лестничная клетка (лестница А) осталась физически неповрежденной, когда самолёт врезался в восточную часть южной стены около юго-восточного угла, что означает, что те, кто находился в Южной башне, возможно, не были полностью пойманы в ловушку. В то время как только 18 человек с этажей в зоне поражения благополучно покинули Южную башню, незадолго до 09:58 путь одного полицейского пересекся с большой группой гражданских лиц, спускавшихся по неустановленной лестнице, что позволяет предположить, что другие жертвы также могли находиться в процессе спуска из зоны поражения незадолго до коллапса.

#### Конспирологические теории
Вопреки некоторым теориям заговора о том, что евреев предупреждали не выходить в тот день на работу, число евреев, погибших в результате терактов, по разным оценкам, составляет от 270 до 400 человек, основываясь на фамилиях погибших.

#### Список погибших
В следующем списке указано количество смертей, о которых сообщили компании в деловых помещениях Всемирного торгового центра. В список включены арендаторы ВТЦ (все здания), продавцы, посетители, независимые службы экстренного реагирования, а также некоторые фирмы, связанные с пассажирскими перевозками.
| Компания                                          | Башня                | Этажи                                                     | Смерти |
| ------------------------------------------------- | -------------------- | --------------------------------------------------------- | ------ |
| Cantor Fitzgerald                                 | Северная             | 101-105                                                   | 658    |
| Marsh & McLennan                                  | Северная             | 93-100                                                    | 295    |
| Aon Corporation                                   | Южная                | 92, 98-105                                                | 175    |
| Fiduciary Trust International                     | Южная                | 90, 94-97                                                 | 87     |
| Windows on the World                              | Северная             | 106-107                                                   | 72     |
| Carr Futures                                      | Северная             | 92                                                        | 69     |
| Keefe, Bruyette & Woods                           | Южная                | 85, 88-89                                                 | 67     |
| Sandler O'Neill and Partners                      | Южная                | 104                                                       | 66     |
| Euro Brokers Inc.                                 | Южная                | 84                                                        | 61     |
| New York State Department of Taxation and Finance | Южная                | 86-87                                                     | 39     |
| Port Authority of New York and New Jersey         | Северная             | 3, 14, 19, 24, 28, 31, 34, 37, 43, 44, 46, 64, 66, 67, 73 | 37     |
| Fred Alger Management                             | Северная             | 93                                                        | 35     |
| Fuji Bank                                         | Южная                | 79-82                                                     | 23     |
| Forte Food Service                                | Северная             | Cantor Fitzgerald                                         | 21     |
| ABM Industries                                    | Южная:4 Северная:13  | N/A                                                       | 17     |
| Risk Waters Group                                 | Северная             | Windows on the World                                      | 16     |
| General Telecom                                   | Северная             | 83                                                        | 13     |
| Washington Group International                    | Южная                | 91                                                        | 12     |
| American Express                                  | Северная             | 94                                                        | 11     |
| Summit Security Services                          | Обе                  | N/A                                                       | 11     |
| Morgan Stanley                                    | Обе                  | North: 59-74 South: 43-46, 56, 59-74                      | 10     |
| Empire Blue Cross Blue Shield Association         | Северная             | 27-28, 30-31                                              | 8      |
| Alliance Consulting                               | Северная             | 102                                                       | 7      |
| Aramark                                           | Северная: 2 Южная: 5 | Observation Deck 107                                      | 7      |
| Accenture                                         | Северная             | Windows on the World                                      | 6      |
| Harvey Young Yurman Inc.                          | Северная             | Windows on the World                                      | 6      |
| Bronx Builders                                    | Северная             | Windows on the World                                      | 5      |
| Forest Electric Corp.                             | Северная             | Cantor Fitzgerald                                         | 5      |
| Harris Beach LLP                                  | Южная                | 85                                                        | 5      |
| OCS Security                                      | Throughout Complex   | N/A                                                       | 5      |
| Regus                                             | Южная                | 93                                                        | 5      |
| Baseline Financial Services                       | Южная                | 77-78                                                     | 4      |
| Compaq                                            | Северная             | Windows on the World                                      | 4      |
| Data Synapse                                      | Северная             | Windows on the World                                      | 4      |
| International Office Centers                      | Северная             | 79                                                        | 4      |
| Merrill Lynch                                     | Северная             | Windows on the World                                      | 4      |
| Mizuho Capital                                    | Южная                | 80                                                        | 4      |
| Oracle Corporation                                | Северная             | 99                                                        | 4      |
| Pitney Bowes                                      | Южная                | 102                                                       | 4      |
| PricewaterhouseCoopers                            | N/A                  | N/A                                                       | 4      |
| Wachovia Corp.                                    | Северная             | 47                                                        | 4      |
| Zurich American Insurance                         | Северная: 2 Южная: 2 | 105                                                       | 4      |
| Bank of America                                   | Северная             | 81                                                        | 3      |
| Bank of New York                                  | Баркли-стрит         | Погиб в результате падения обломков                       | 3      |
| Bloomberg L.P.                                    | Северная             | Windows on the World                                      | 3      |
| Callixa                                           | Северная             | Windows on the World                                      | 3      |
| The Chuo Mitsui Trust and Banking Co.             | Южная                | 83                                                        | 3      |
| Citibank                                          | Северная             | 105                                                       | 3      |
| Encompys                                          | Северная             | Windows on the World                                      | 3      |
| IPC Kleinknecht Electric Co.                      | Северная             | 105                                                       | 3      |
| IQ Financial Systems                              | Южная                | 83                                                        | 3      |
| New York State Department of Transportation       | Северная             | 82                                                        | 3      |
| Reinsurance Solutions Inc.                        | Северная             | 94                                                        | 3      |
| Structure Tone                                    | Северная: 1 Южная: 2 | 97, 105                                                   | 3      |
| SunGard                                           | Южная                | 102, 104                                                  | 3      |
| Thomson Financial Services                        | Северная             | Windows on the World                                      | 3      |
| Advantage Security                                | Северная             | March & McLennan                                          | 2      |
| BP Air Conditioning                               | Северная             | 101                                                       | 2      |
| Certified Installation Services                   | Южная                | 105                                                       | 2      |
| Denino Electric                                   | Северная             | 95                                                        | 2      |
| Deutsche Bank                                     | ВТЦ-4                | N/A                                                       | 2      |
| Devonshire Group                                  | Северная             | 94                                                        | 2      |
| Fine Painting and Decorating                      | Южная                | Observation Deck                                          | 2      |
| First Commercial Bank                             | Южная                | 78                                                        | 2      |
| FM Global                                         | Южная                | 102                                                       | 2      |
| Franklin Templeton Investments                    | South                | 95                                                        | 2      |
| Genuity                                           | Южная                | 110                                                       | 2      |
| Guy Carpenter                                     | Северная             | 94                                                        | 2      |
| Imagine Software                                  | Южная                | Windows on the World                                      | 2      |
| Instinet (Reuters)                                | Северная             | 13-14                                                     | 2      |
| Studley, Inc.                                     | Северная             | 86, 88                                                    | 2      |
| Keane                                             | Южная                | 78                                                        | 2      |
| Kidder Peabody-Paine Webber                       | Северная             | 101                                                       | 2      |
| Marriott World Trade Center Hotel                 | ВТЦ-3                | N/A                                                       | 2      |
| Metropolitan Life Insurance                       | Северная             | 89                                                        | 2      |
| New York Presbyterian Hospital                    | N/A                  | N/A                                                       | 2      |
| Nishi-Nippon Bank                                 | Северная             | 102                                                       | 2      |
| Nomura Research Institute Ltd.                    | Северная             | Windows on the World                                      | 2      |
| Ohrenstein & Brown                                | Северная             | 85                                                        | 2      |
| One Source Networks (Hudson Shatz)                | N/A                  | N/A                                                       | 2      |
| P.E. Stone Inc.                                   | Южная                | Aon Corporaction                                          | 2      |
| Petrocelli Electric                               | Южная                | Morgan Stanley Offices                                    | 2      |
| Radianz                                           | Северная             | Windows on the World                                      | 2      |
| Random Walk Computing                             | Северная             | 80                                                        | 2      |
| Reuters                                           | Северная             | Windows on the World                                      | 2      |
| Rohde & Liesenfeld                                | Северная             | 20, 32-33                                                 | 2      |
| Silverstein Properties                            | Южная                | 88                                                        | 2      |
| Slam Dunk Networks                                | Северная             | 101                                                       | 2      |
| Sybase                                            | Северная             | Windows on the World                                      | 2      |
| UBS-PaineWebber                                   | Северная             | 102                                                       | 2      |
| UME Voice                                         | Северная             | Windows on the World                                      | 2      |
| Verizon                                           | Северная             | 9-12                                                      | 2      |
| Vestek                                            | Северная             | 78                                                        | 2      |
| Xerox                                             | Южная: 1 Северная: 1 | Fiduciary Trust International Marsh & McLennan            | 2      |
| Zurich Scudder Investments                        | Северная             | Windows on the World                                      | 2      |
| A.L. Sarroff                                      | N/A                  | N/A                                                       | 1      |
| Advent Corporation                                | Северная             | 110                                                       | 1      |
| AIG                                               | Южная                | 103                                                       | 1      |
| Algorithmics Inc.                                 | Северная             | Windows on the World                                      | 1      |
| Allendale Insurance                               | Южная                | 102                                                       | 1      |
| American Stock Exchange                           | Северная             | Windows on the World                                      | 1      |
| ARC Partners                                      | Северная             | Windows on the World                                      | 1      |
| ASAP NetSource                                    | Южная                | Fiduciary Trust International                             | 1      |
| Association of Independent Recruiters             | Северная             | 79                                                        | 1      |
| Avalon Partners                                   | Северная             | 83                                                        | 1      |
| BEA Systems                                       | Северная             | Windows on the World                                      | 1      |
| Bear Stearns                                      | N/A                  | N/A                                                       | 1      |
| BMO Nesbitt Burns                                 | Северная             | Cantor Fitzgerald                                         | 1      |
| Boston Investor Services                          | Северная             | Windows on the World                                      | 1      |
| Brink's                                           | Северная             | Basement                                                  | 1      |
| Cabrini Hospice                                   | N/A                  | N/A                                                       | 1      |
| Cadwalader, Wickersham & Taft                     | Северная             | Windows on the World                                      | 1      |
| Cambridge Technology Partners                     | Северная             | Windows on the World                                      | 1      |
| Caplin Systems                                    | Северная             | Windows on the World                                      | 1      |
| CBS                                               | Северная             | 110                                                       | 1      |
| Chase Manhattan Bank                              | Северная             | Windows on the world                                      | 1      |
| Civilian Complaint Review Board (Heart Attack)    | Ректор-стрит         | Погиб в результате падения обломков                       | 1      |
| Colonial Art Decorators                           | Северная             | Windows on the World                                      | 1      |
| Consolidated Edison                               | N/A                  | N/A                                                       | 1      |
| Credit Suisse First Boston                        | Северная             | Windows on the World                                      | 1      |
| Cultural Institution of Retirement Systems        | Северная             | 39                                                        | 1      |
| Deloitte Consulting                               | Северная             | Marsh & McLennan                                          | 1      |
| Empire Distribution                               | N/A                  | N/A                                                       | 1      |
| EnPointe Technologies                             | N/A                  | The Mall at the World Trade Center                        | 1      |
| FM Global                                         | Южная                | 105                                                       | 1      |
| Federal Bureau of Investigation                   | N/A                  | N/A                                                       | 1      |
| Federal Home Loan Mortgage Corporation            | Северная             | Windows on the World                                      | 1      |
| Fine & Schapiro restaurant                        | Северная             | N/A                                                       | 1      |
| First Liberty Investment Group                    | Северная             | 79                                                        | 1      |
| Forest Hills Ambulance Corps                      | N/A                  | N/A                                                       | 1      |
| Frank W. Lin & Co.                                | Северная             | 89                                                        | 1      |
| G.M.P. Inc.                                       | Северная             | Cantor Fitzgerald                                         | 1      |
| Garban Intercapital                               | Северная             | 25-26                                                     | 1      |
| GoldTier Technologies                             | Северная             | Windows on the World                                      | 1      |
| Health Canada                                     | Южная                | 105                                                       | 1      |
| Hill International                                | Северная             | 64                                                        | 1      |
| Holland & Knight                                  | N/A                  | N/A                                                       | 1      |
| Howard Hughes Medical Institute                   | N/A                  | N/A                                                       | 1      |
| IBM Global                                        | Северная             | 95                                                        | 1      |
| Industrial Bank of Japan                          | Северная             | Cantor Fitzgerald                                         | 1      |
| Insurance Overload Systems                        | Северная             | 79                                                        | 1      |
| Internal Revenue Service                          | N/A                  | N/A                                                       | 1      |
| Janus Capital Group                               | Северная             | Windows on the World                                      | 1      |
| Jennison Associates                               | Северная             | Windows on the World                                      | 1      |
| Krestrel Technologies                             | Северная             | 105                                                       | 1      |
| LaBranche & Co.                                   | Южная                | 28-30                                                     | 1      |
| Langan Engineering and Environmental Services     | 90 West street       | Погиб в результате падения обломков                       | 1      |
| Lee Hecht Harrison                                | Южная                | 93                                                        | 1      |
| Lehman Brothers                                   | Северная             | 38-40                                                     | 1      |
| LG Insurance Co.                                  | Северная             | 3                                                         | 1      |
| Liberty Electrical Supply Inc.                    | Северная             | Basement                                                  | 1      |
| LION Bioscience AG                                | Южная                | 94                                                        | 1      |
| LJ Gonzer                                         | N/A                  | N/A                                                       | 1      |
| MAS Security                                      | Северная             | Windows on the World                                      | 1      |
| May Davis Group                                   | Северная             | 87                                                        | 1      |
| McKeon-Grano                                      | Южная                | 66                                                        | 1      |
| Metrocare                                         | N/A                  | N/A                                                       | 1      |
| Mitsui Bank                                       | Южная                | 83                                                        | 1      |
| MoneyLine                                         | Северная             | Windows on the World                                      | 1      |
| NanoTek                                           | N/A                  | Подвал                                                    | 1      |
| National Acoustics Inc.                           | Северная             | 103                                                       | 1      |
| NTX Interiors                                     | Северная             | 102                                                       | 1      |
| Office Centers Corp.                              | Северная             | 79                                                        | 1      |
| Optus                                             | Северная             | Windows on the World                                      | 1      |
| Pfizer Inc.                                       | Северная             | Windows on the World                                      | 1      |
| PM Contracting                                    | Северная             | 103                                                       | 1      |
| Proven Electrical Contracting Inc.                | Северная             | N/A                                                       | 1      |
| QRS Corp.                                         | Отель ВТЦ Мариотт    | 17                                                        | 1      |
| Reliable                                          | N/A                  | N/A                                                       | 1      |
| Rent-a-PC                                         | Северная             | Windows on the World                                      | 1      |
| Risk Solutions International                      | Северная             | Marsh & McLennan                                          | 1      |
| Royal & SunAlliance                               | Южная                | AON                                                       | 1      |
| Royston and Zamani                                | Южная                | Fuji Bank                                                 | 1      |
| Scient                                            | Северная             | Cantor Fitzgerald                                         | 1      |
| Seabury & Smith Co.                               | Южная                | 49                                                        | 1      |
| Sidley Austin Brown & Wood                        | Северная             | 54, 56-59                                                 | 1      |
| Siemens                                           | 195 Broadway         | Погиб в результате падения обломков                       | 1      |
| Signature Painting and Decorating                 | Северная             | Cantor Fitzgerald                                         | 1      |
| Singer Frumento LLP                               | Южная                | 104                                                       | 1      |
| Skidmore, Owings & Merrill                        | Южная                | AON                                                       | 1      |
| Sodexho                                           | Северная             | 96                                                        | 1      |
| Soundtone Floors Inc.                             | N/A                  | N/A                                                       | 1      |
| Sweeney and Heeking Carpentry                     | N/A                  | N/A                                                       | 1      |
| Syncorp                                           | Северная             | Marsh & McLennan                                          | 1      |
| TCG Software                                      | Северная             | Windows on the World                                      | 1      |
| Telekurs USA                                      | Северная             | Windows on the World                                      | 1      |
| The Westfield Group                               | Южная                | 17                                                        | 1      |
| ThyssenKrupp                                      | Северная             | Погиб в результате падения обломков                       | 1      |
| Top of the World Cafe                             | Южная                | 107, 110                                                  | 1      |
| UBS Warburg                                       | Северная             | Windows on the World                                      | 1      |
| United Staffing                                   | Северная             | Cantor Fitzgerald                                         | 1      |
| Vanderbilt Group Inc.                             | Южная                | Harris Beach                                              | 1      |
| Vital Computer Services                           | Северная             | Marsh & McLennan                                          | 1      |
| WABC-TV                                           | Северная             | 110                                                       | 1      |
| WCBS-TV                                           | Северная             | 110                                                       | 1      |
| Wipro Technologies                                | Северная             | 97                                                        | 4      |
| WNBC-TV                                           | Северная             | 110                                                       | 1      |
| WNET-TV                                           | Северная             | 110                                                       | 1      |
| World Trade Center                                | N/A                  | N/A                                                       | 1      |
| World Trade Center Project Renewal                | N/A                  | N/A                                                       | 1      |
| WPIX-TV                                           | Северная             | 110                                                       | 1      |

### Пентагон

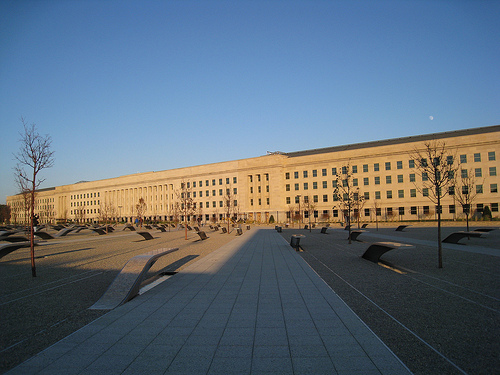
Мемориал Пентагона в честь жертв террористической атаки 11 сентября на Пентагон

Были убиты по меньшей мере 125 человек, работавших в Пентагоне, большинство из которых работали на Армию США или Военно-морские силы США. Из этих 125 погибших 70 были гражданскими лицами — 47 армейских служащих, шесть армейских подрядчиков, шесть сотрудников военно-морского флота, три подрядчика военно-морского флота, семь сотрудников Разведывательное управление Министерства обороны США, и один офисный подрядчик Министерства обороны — и 55 человек были военнослужащими Вооруженных сил Соединённых Штатов — 33 моряка военно-морского флота и 22 солдата сухопутных войск. Генерал-лейтенант Тимоти Мод, заместитель начальника штаба сухопутных войск, был самым высокопоставленным военным чиновником, убитым в Пентагоне.

### На борту четырёх самолётов
Среди 265 погибших, находившихся на борту четырёх самолётов, были:
- На борту рейса 11 авиакомпании American Airlines находились 87 гражданских лиц (включая 11 членов экипажа) и пятеро угонщиков.
- На борту рейса 175 авиакомпании United Airlines находились 60 гражданских лиц (включая 9 членов экипажа) и пятеро угонщиков[148].
- На борту рейса 77 авиакомпании American Airlines находились 59 гражданских лиц (включая 6 членов экипажа) и пятеро угонщиков.
- На борту рейса 93 авиакомпании United Airlines находились 39 гражданских лиц (включая 7 членов экипажа), сотрудник правоохранительных органов Службы охраны рыбы и дикой природы Соединённых Штатов[149] и четверо угонщиков[150][151].

Среди погибших было восемь детей: пятеро на рейсе 77 авиакомпании American Airlines в возрасте от 3 до 11 лет и трое на рейсе 175 авиакомпании United Airlines в возрасте 2, 3 и 4 лет. Самой младшей жертвой стал двух с половиной летний ребёнок, летевший рейсом 175 а самым старшим был 85-летний пассажир рейса 11. Среди известных пассажиров, погибших на рейсе 11, были: телевизионный продюсер Дэвид Энджелл, который был соавтором ситкомов «Фрейзер» и «Крылья», актриса Берри Беренсон, вдова Энтони Перкинса, кинорежиссёр Кэролин Беуг, которая продюсировала музыкальное видео на песню «Right Now» группы Van Halen, предприниматель Дэниел Левин, который является одним из соучередителей интернет-компании «Akamai Technologies», и астронавта Чарльза Эдварда Джонса. Хоккеисты Гарнет Бейли и Марк Бавис летели рейсом 175, когда он был захвачен. Физик Уильям Э. Касвелл, Барбара Олсон, телевизионный политический комментатор и жена тогдашнего генерального прокурора США Теодора Олсона, контр-адмирал ВМС США в отставке Уилсон Флэгг, и тренер по женской гимнастике Мари-Рей.

#### Смерти от колото-резаных ранений
В то время как почти все пассажиры и члены экипажа, погибшие на рейсах, погибли мгновенно в последовавших авиакатастрофах, некоторые из них были убиты ножами или кусачками во время угонов самолётов. Считается, что это произошло, по крайней мере, один раз на рейсе 11 и дважды на рейсах 175 и 93. Сообщений о том, что угонщики каким-либо образом проявляли насилие на рейсе 77, не поступало, хотя было отмечено, что они все равно носили ножи и угрожали ими своим заложникам. Есть подозрения, что пассажиру рейса 11 Дэниелу Левину перерезали горло после попытки каким-либо образом предотвратить захват самолёта или просто в результате попыток террористов запугать пассажиров и заставить их подчиниться, в то время как Марк Ротенберг, летевший рейсом 93, возможно, был убит по тем же причинам. Один пассажир, находившийся на борту рейса 93, сказал, что была убита стюардесса, не уточнив, кем конкретно она была, в то время как в ходе проверки было установлено, что Ротенберг также был убит на ранних стадиях захвата самолёта. На рейсе 11 члены экипажа Бетти Онг и Мадлен Ами Суини по отдельности сообщили, что на нескольких человек напали с ножами, в том числе на мужчину (Левина), которому перерезали горло. Вскоре после того, как террористы захватили рейс 175, бортпроводник Роберт Фангман особо отметил, что оба пилота были убиты, добавив, что другие члены экипажа получили несмертельные ранения.

Карта стран, пострадавших в результате 11 сентября
Страны, граждане которых стали жертвами терактов 11 сентября
Страны, граждане которых были террористами во время 11 сентября
Страны, граждане которых были как террористами, так и жертвами (Ливан)

Во время терактов 11 сентября такие предметы, как огнестрельное оружие и перцовый баллончик, были отнесены к категории опасных и не могли быть пронесены на борт без разрешения авиакомпании. С другой стороны, карманные ножи с лезвием длиной менее четырёх дюймов не были запрещены, и угонщики явно воспользовались этим фактом для осуществления своего плана.

### Смерти иностранцев

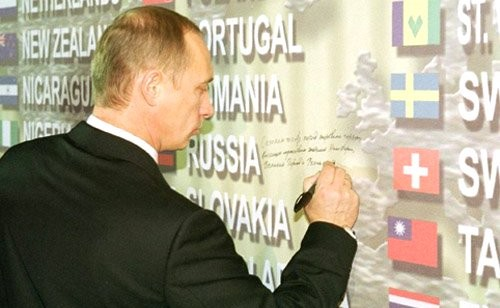
Президент России Владимир Путин подписал стену с соболезнованиями в связи с гибелью иностранных граждан.

За исключением 19 преступников (15 из которых были выходцами из Саудовской Аравии, двое из ОАЭ и по одному из Египта и Ливана), погибли по меньшей мере 372 человека из 102 стран, помимо Соединённых Штатов. Ниже приведен список гражданств иностранных жертв:
| Страна                           | Смерти | Примечание(я)                   |
| -------------------------------- | ------ | ------------------------------- |
| Антигуа и Барбуда                | 3      | [ 167 ]                         |
| Аргентина                        | 4      | [ 168 ]                         |
| Армения                          | 1      |                                 |
| Австралия                        | 11     | [ 169 ]                         |
| Австрия                          | 1      |                                 |
| Азербайджан                      | 1      |                                 |
| Багамские Острова                | 1      |                                 |
| Бангладеш                        | 6      | [ 170 ]                         |
| Барбадос                         | 3      | [ 167 ]                         |
| Беларусь                         | 1      | [ 171 ]                         |
| Бельгия                          | 1      | [ 172 ]                         |
| Белиз                            | 1      |                                 |
| Бермуды                          | 3      | [ 167 ] [ 173 ]                 |
| Боливия                          | 1      |                                 |
| Бразилия                         | 3      | [ 174 ]                         |
| Канада                           | 24     | [ 175 ] [ 176 ] [ 177 ] [ 178 ] |
| Чили                             | 3      | [ 179 ] [ 180 ]                 |
| Китай                            | 3      | [ 179 ]                         |
| Колумбия                         | 18     | [ 180 ]                         |
| Коста-Рика                       | 1      |                                 |
| Куба                             | 1      |                                 |
| Кипр                             | 1      |                                 |
| Чехия                            | 1      |                                 |
| Демократическая Республика Конго | 1      |                                 |
| Доминика                         | 2      | [ 167 ]                         |
| Доминиканская Республика         | 26     | [ 180 ] [ 181 ]                 |
| Эквадор                          | 13     | [ 180 ]                         |
| Египет                           | 1      |                                 |
| Сальвадор                        | 2      | [ 179 ]                         |
| Эфиопия                          | 3      | [ 182 ]                         |
| Франция                          | 4      | [ 183 ]                         |
| Гамбия                           | 1      |                                 |
| Грузия                           | 1      |                                 |
| Германия                         | 11     | [ 179 ]                         |
| Гана                             | 2      | [ 179 ]                         |
| Греция                           | 39     | [ 184 ]                         |
| Гренада                          | 1      |                                 |
| Гватемала                        | 1      |                                 |
| Гайана                           | 22     | [ 167 ]                         |
| Гаити                            | 7      | [ 167 ]                         |
| Гондурас                         | 1      |                                 |
| Индия                            | 41     | [ 185 ]                         |
| Индонезия                        | 1      | [ 186 ]                         |
| Иран                             | 1      |                                 |
| Ирландия                         | 6      | [ 187 ] [ 188 ]                 |
| Израиль                          | 5      | [ 189 ]                         |
| Италия                           | 10     | [ 190 ] [ 191 ]                 |
| Кот-д’Ивуар                      | 1      |                                 |
| Ямайка                           | 19     | [ 167 ] [ 192 ]                 |
| Япония                           | 24     | [ 177 ] [ 193 ]                 |
| Иордания                         | 2      | [ 194 ] [ 195 ] [ 196 ]         |
| Казахстан                        | 1      |                                 |
| Кения                            | 1      |                                 |
| Ливан                            | 3      | [ 179 ]                         |
| Либерия                          | 1      |                                 |
| Литва                            | 1      |                                 |
| Люксембург                       | 1      |                                 |
| Малайзия                         | 3      | [ 197 ]                         |
| Мали                             | 1      |                                 |
| Мексика                          | 16     | [ 179 ] [ 180 ]                 |
| Молдова                          | 1      |                                 |
| Нидерланды                       | 1      |                                 |
| Новая Зеландия                   | 2      | [ 198 ] [ 199 ]                 |
| Никарагуа                        | 1      |                                 |
| Нигерия                          | 1      |                                 |
| Норвегия                         | 1      |                                 |
| Пакистан                         | 8      | [ 200 ]                         |
| Панама                           | 1      |                                 |
| Парагвай                         | 1      |                                 |
| Перу                             | 5      | [ 179 ]                         |
| Филиппины                        | 16     | [ 201 ] [ 202 ]                 |
| Польша                           | 6      | [ 179 ]                         |
| Португалия                       | 5      | [ 203 ]                         |
| Румыния                          | 4      | [ 204 ]                         |
| Россия                           | 1      |                                 |
| Сент-Китс и Невис                | 1      |                                 |
| Сент-Люсия                       | 2      | [ 167 ]                         |
| Сент-Винсент и Гренадины         | 1      |                                 |
| Словакия                         | 1      |                                 |
| ЮАР                              | 2      | [ 179 ]                         |
| Республика Корея                 | 28     | [ 177 ] [ 205 ]                 |
| Испания                          | 1      | [ 206 ]                         |
| Шри-Ланка                        | 1      | [ 207 ]                         |
| Швеция                           | 1      | [ 208 ] [ 209 ]                 |
| Швейцария                        | 2      | [ 179 ]                         |
| Китайская Республика             | 1      |                                 |
| Таиланд                          | 2      | [ 210 ]                         |
| Того                             | 1      |                                 |
| Тринидад и Тобаго                | 14     | [ 167 ]                         |
| Турция                           | 1      |                                 |
| Украина                          | 1      | [ 211 ]                         |
| Великобритания                   | 67     | [ 177 ] [ 212 ] [ 213 ]         |
| Уругвай                          | 1      | [ 214 ]                         |
| Узбекистан                       | 1      |                                 |
| Венесуэла                        | 1      |                                 |
| Вьетнам                          | 1      |                                 |
| Йемен                            | 1      | [ 215 ]                         |
| Сербия и Черногория              | 5      | [ 216 ] [ 217 ]                 |
| Замбия                           | 1      |                                 |
| Зимбабве                         | 1      |                                 |

### После теракта
Во время терактов и после них в районе эпицентра скопилось большое количество токсичной пыли, мусора и пепла, которые создали долгосрочные проблемы со здоровьем. В воздухе и обломках находились токсичные материалы, такие как асбест, свинец и ртуть, и многие пострадавшие и лица, оказывающие первую помощь, не носили респираторов.
В 2018 году сообщалось, что по меньшей мере 15 агентов ФБР умерли от рака из-за их роли в ликвидации последствий и расследовании теракта. Кроме того, медицинский директор программы здравоохранения Всемирного торгового центра в больнице Маунт-Синай сообщил в 2018 году, что из примерно 10.000 сотрудников служб экстренного реагирования и других сотрудников, принимавших участие в ликвидации последствий теракта на Граунд-Зиро, более 2000 человек умерли из-за болезней, связанных с терактом 11 сентября. Ассоциация пожарных в форме Большого Нью-Йорка также сообщила о более чем 170 смертях пожарных из-за болезней, связанных с трагедией 11 сентября, и что примерно у 1 из 8 пожарных, находившихся в эпицентре, развился рак. По меньшей мере 221 полицейский умер с 2001 года от болезней, связанных с терактами в Нью-Йорке.
В 2020 году полиция Нью-Йорка подтвердила, что 247 сотрудников полиции Нью-Йорка умерли из-за болезней, связанных с событиями 11 сентября. В сентябре 2022 года FDNY подтвердило, что общее число пожарных, погибших из-за болезней, связанных с 9/11, составило 299 человек. Оба ведомства полагают, что в ближайшие годы число погибших резко возрастет. Департамент полиции портового управления Нью-Йорка и Нью-Джерси (PAPD), который является правоохранительным органом, обладающим юрисдикцией в отношении Всемирного торгового центра, поскольку Портовое управление Нью-Йорка и Нью-Джерси владеет этим объектом, подтвердило, что четверо его полицейских умерли от болезней, связанных с событиями 11 сентября. Тогдашний начальник PAPD Джозеф Моррис (Joseph Morris) позаботился о том, чтобы все сотрудники полиции PAPD были обеспечены респираторами промышленного производства в течение 48 часов, и решил, что те же 30-40 полицейских будут размещены в штаб-квартире Всемирного торгового центра, что значительно сократит общее число сотрудников полиции, которые будут находиться на воздухе. Пожарный и полицейский департаменты Нью-Йорка провели ротацию сотен, если не тысяч, различных сотрудников со всего Нью-Йорка, в результате чего многие из них подверглись воздействию пыли, которая через годы или десятилетия привела бы к раку или другим заболеваниям. Кроме того, им не были предоставлены надлежащие респираторы и дыхательные аппараты, которые могли бы предотвратить будущие заболевания.
25 сентября 2023 года Пожарный департамент Нью-Йорка сообщил, что со смертью врача скорой помощи Хильды Ваннаты и пожарного в отставке Роберта Фулко, что стало 342-м и 343-м случаями смерти от болезней, связанных с событиями 11 сентябрня, к настоящему времени департамент потерял столько же пожарных, медиков скорой помощи и гражданских лиц из-за болезней, связанных с событиями 11 сентября, сколько и в день терактов.

## Судебно-медицинские идентификации
Из-за большого количества обломков и размеров башен многие из тех, кто погибли в результате терактов, не были найдены целыми. Сообщалось, что из примерно 2753 погибших в эпицентре были извлечены только 174 тела. Многие фрагменты были найдены в найденной обуви, предметах одежды или карманах, сделанных из крупных обломков, всего было найдено 19 979 фрагментов в Граунд-Зиро.
Идентификация с помощью ДНК может быть произведена путем сравнения профиля ДНК эталонных образцов с ДНК, обнаруженной в человеческих останках, путем получения образцов из личных вещей (зубной щетки/расчески для волос), биологических образцов, хранящихся в банках, родственников или других идентифицированных останков. Экстремальная температура, давление и загрязнение в результате обрушения зданий привели к тому, что часть ДНК разрушилась и стала непригодной для использования. Образцы также подверглись порче из-за того, что некоторые фрагменты тел оставались под завалами в течение 8-10 месяцев. В ответ на это бюро судебно-медицинской экспертизы и другие научные группы разработали новые методы обработки костных фрагментов. Ассошиэйтед Пресс сообщило, что в распоряжении бюро судебно-медицинской экспертизы находится «около 10 000 неопознанных фрагментов костей и тканей, которые не могут быть включены в список погибших». В 2006 году, когда рабочие готовили поврежденное Дойче-Банк-билдинг к сносу, все ещё находили фрагменты костей.
Чтобы извлечь ДНК, судмедэксперты измельчают фрагменты и сравнивают извлеченную ДНК с генетическим материалом, собранным у жертв и/или их родственников, при этом ученые многократно просматривают фрагменты костей в попытке идентифицировать жертв.

### Идентификация

#### 2010-е
По состоянию на 11 сентября 2012 года в связи с этими нападениями было выдано в общей сложности 2753 свидетельства о смерти. Из них 1588 (58 %) были идентифицированы судебно-медицинским путем по найденным физическим останкам.
17 апреля 2013 года пять возможных останков были обнаружены после анализа на свалке Fresh Kills на Стейтен-Айленде. Судмедэксперт сообщил, что два дня спустя также были обнаружены свидетельства возможной жертвы нападений. 21 июня 2013 года бюро судмедэкспертизы включило 1637-ю жертву, 43-летнюю женщину, в свой список жертв в результате анализа ДНК обломков, собранных на месте происшествия. По просьбе семьи, её имя не разглашалось. 5 июля 2013 года офис судебно-медицинской экспертизы опознал останки пожарного FDNY лейтенанта Джеффри П. Уолц, 37 лет, после того, как они были повторно исследованы. Его останки были обнаружены через несколько месяцев после нападения, и он стал 1638-й жертвой, опознанной судебно-медицинским путем.
7 августа 2017 года бюро судебно-медицинской экспертизы установило личность 1641-й жертвы. Личность жертвы была установлена путем повторного анализа ДНК останков, обнаруженных в 2001 году. В 2017 году сообщалось, что останки только 1641 жертвы, или чуть менее 60 %, были идентифицированы. 25 июля 2018 года бюро судебно-медицинской экспертизы установило личность 1642-й жертвы. Жертва, 26-летний Скотт Майкл Джонсон, был идентифицирован с помощью повторного анализа ДНК останков, обнаруженных в 2001 году. По состоянию на октябрь 2019 года в течение года были успешно идентифицированы ещё три жертвы, в результате чего общее число идентифицированных жертв достигло 1645. 1108 оставшихся жертв, что составляет 40 % от числа погибших в результате нападений на Всемирный торговый центр, все ещё не были идентифицированы.

#### 2020-е
В 2021 году, за четыре дня до 20-й годовщины терактов, Управление судмедэкспертизы Нью-Йорка объявило, что опознаны 1646-й и 1647-й личности: Дороти Морган из Хемпстеда, Лонг-Айленд, и неназванный мужчина, личность которого не разглашалась по просьбе его семьи.
8 сентября 2023 года судмедэкспертиза Нью-Йорка объявила, что с помощью новой технологии ДНК удалось идентифицировать ещё двух человек. Личности этих двух людей, 1648-го и 1649-го человек, которые должны быть установлены судебно-медицинским путем, не были разглашены по просьбе семей жертв. По состоянию на 11 сентября 2023 года, 1104 жертвы ещё не опознаны.